# Episodi di A Certain Scientific Railgun
Questa è una lista degli episodi dell'anime A Certain Scientific Railgun.
L'anime è prodotto da J.C.Staff e diretto da Tatsuyuki Nagai, la composizione della serie è di Seishi Minakami, le musiche sono di Maiko Iuchi e I've Sound, il character design è curato da Yuichi Tanaka e l'arte e la regia del suono rispettivamente da Tomonori Kuroda e Jin Aketagawa.
L'anime ha iniziato la sua messa in onda su Tokyo MX dal 2 ottobre 2009, per poi concludersi il 19 marzo 2010, ed è stato successivamente mandato in onda il giorno dopo su Chiba TV, MBS, TV Saitama e TV Kanagawa, poi anche su AT-X. I primi 12 episodi seguono il manga da vicino, con alcune modifiche e alcune episodi e personaggi originali dell'anime, mentre la seconda parte della serie è una nuova trama originale scritta da Kazuma Kamachi. La pubblicazione è avvenuta in 8 DVD, ognuno contenente tre episodi e un mini romanzo su A Certain Magical Index scritto da Kazuma Kamachi e disegnato da Haimura Kiyotaka che hanno il personaggio di Kaori Kanzaki come protagonista, che sono stati pubblicati dal 7 febbraio 2010. Un episodio bonus di cinque minuti è stato incluso con l'ufficiale Visual Book dello spettacolo pubblicato il 24 luglio 2010. Un episodio OAV è stato poi diffuso il 29 ottobre 2010. La prima stagione dispone di cinque brani musicali a tema, due temi di apertura e tre temi finali. Per i primi 14 episodi, il tema di apertura è Only my Railgun di fripSide, mentre la sigla finale è Dear Friend-Mada Minu Mirai e- (Dear My Friend －まだ見ぬ未来へ－?, Dear My Friend -Towards an Unseen Future-) di Elisa. Una sigla finale speciale, Smile: You & Me, di Elisa è stata utilizzata per l'episodio 12. Dagli episodi 15 in poi, il tema di apertura è LEVEL 5 -Judgelight- di fripSide e la sigla finale è Real Force di Elisa. Nell'OAV il tema di apertura è stato Future Gazer di fripSide, mentre la sigla finale è Special "ONE" di Elisa.
Una seconda stagione, intitolata A Certain Scientific Railgun S è stata annunciata per aprile 2013, senza alcun cambiamento nel cast e nello staff rispetto alla prima. La messa in onda è poi avvenuta su Tokyo MX tra il 12 aprile e il 27 settembre 2013. La seconda stagione presenta sei brani, due di apertura e quattro di chiusura. Per i primi 16 episodi, la sigla d'apertura è Sister's noise interpretata da fripSide mentre quella di chiusura è Grow Slowly, interpretata da Yuka Iguchi (doppiatrice di Index) e utilizzata per tutti gli episodi dal 2 al 10 e dal 15 al 16. Dagli episodi che vanno dal numero 11 al 14 è stato impiegato il brano stand still di Iguchi. Dall'episodio 17 in poi il brano di apertura è Eternal Reality di fripSide mentre quello di chiusura è Links (リンクス?, Rinkusu)) di Sachika Misawa. La sigla di chiusura dell'episodio 23 invece è Infinia (インフィニア?) di Sachika Misawa.
Una terza stagione, intitolata A Certain Scientific Railgun T è stata annunciata nell'ottobre 2018, senza apportare alcun cambiamento allo staff. È stata trasmessa su Tokyo MX dal 10 gennaio al 25 settembre 2020. La trasmissione degli episodi 7 e 8 è slittata rispettivamente di una e due settimane a causa di alcuni ritardi a livello di produzione, derivanti anche dalla pandemia di COVID-19; il settimo è stato rimpiazzato da una replica del precedente, mentre l'ottavo dalla trasmissione degli OAV delle prime due stagioni. Sorte analoga è toccata all'episodio 13, la cui trasmissione è stata rimandata dal 24 aprile al 1º maggio 2020, e all'episodio seguente, la cui messa in onda era prevista per l'8 maggio 2020. Per la terza stagione sono stati adoperati quattro diversi temi musicali, due di apertura e due di chiusura. Per gli episodi che vanno dal 2 al 15, la sigla di apertura è Final phase interpretata da fripSide, quest'ultima impiegata anche come brano di chiusura per il primo episodio, mentre quella finale è Nameless story, interpretata da Kishida Kyoudan & The Akeboshi Rockets. Dall'episodio 16 in poi sono state utilizzate rispettivamente dual existence di fripSide in apertura e aoarashi no ato de (青嵐のあとで?) di sanjou no hana in chiusura.
Una quarta stagione è stata annunciata durante l'evento livestream "Dengeki Bunko Winter Festival 2025" il 16 febbraio 2025.
Funimation Entertainment ha concesso in licenza la serie per la diffusione in Nord America nel 2011. In Italia, le prime due stagioni sono state pubblicate per la prima volta il 1º agosto 2019 sulla piattaforma Netflix, in seguito rimosse ad agosto 2023. La terza invece è disponibile tramite Crunchyroll.

## Lista episodi

### A Certain Scientific Railgun(2009-2010)
| Nº serie | Nº | Titolo italiano Giapponese 「Kanji」 - Rōmaji | In onda          | In onda |
| Nº serie | Nº | Titolo italiano Giapponese 「Kanji」 - Rōmaji | Giapponese       |         |
| 1        | 1  | Electromaster 「電撃使い（エレクトロマスター）」 - Erekutoromasutā | 2 ottobre 2009   |         |
| 1        | 1  | Kuroko Shirai, membro del comitato della morale pubblica della Città Accademia, Judgment, è in scena per catturare un gruppo di teppisti che sta molestando una ragazza, che si rivela essere la sua senpai Mikoto Misaka, che li ha già sconfitti. Durante questo periodo, la città ospita il "Sistema di scansione", che testa annualmente il livello di potenza degli studenti di varie scuole, tra cui la Scuola media Tokiwadai, frequentata dalle due ragazze. Kazari Uiharu, una collega di Kuroko in Judgment della Scuola media Sakugawa e fan di Mikoto, è invitata da Kuroko per incontrarsi con lei e Mikoto e porta con sé la sua migliore amica, Ruiko Saten. Kazari e Ruiko sono sorprese dal fatto che Mikoto non sia come i ricchi snob mondani che avevano in mente. Proprio in quel momento una rapina in banca si svolge lì vicino e Kuroko entra in azione per fermare i rapinatori, tra cui un pyrokinesist. Ruiko, quando si fa male mentre soccorreva un giovane bambino da uno dei rapinatori, Mikoto con rabbia usa i suoi poteri per sparare un Railgun per impedirgli di scappare. Con i ladri arrestati dalla polizia della città, l'Anti-Skill, Ruiko viene ringraziata da tutti per il suo coraggioso salvataggio. |                  |         |
| 2        | 2  | Per lavorare sotto il sole cocente, idratarsi è fondamentale 「炎天下の作業には水分補給が必須ですのよ」 - Entenka no sagyō ni wa suibun hokyū ga hissu desu no yo | 9 ottobre 2009   |         |
| 2        | 2  | Mikoto invita Kazari e Ruiko al suo dormitorio, rovinando i piani di Kuroko per celebrare il suo primo mese da quando è diventata compagna di stanza di Mikoto. Mikoto ha quindi una rissa con Kuroko nei corridoi del dormitoio, quando viene a sapere che questi aveva ordinato afrodisiaci per l'occasione, che si conclude bruscamente quando il temibile supervisore del dormitorio interviene. Come punizione per l'utilizzo dei loro poteri dentro il dormitorio, entrambe vengono mandate a pulire la piscina della scuola il giorno successivo. Mikoto viene presentata a due compagne di classe di Kuroko, Kinoho Wannai e Maaya Awatsuki, la prima delle quali è un aquakinesist che Mikoto salvato da alcuni teppisti qualche tempo prima. Kuroko diventa gelosa del fatto che Mikoto vada subito d'accordo con le sue compagne e grida, credendo che Mikoto non si cura di lei. Per tirarle su il morale, Mikoto le dà un regalo festeggiare un anniversario un po' diverso, il giorno nel quale sono diventate amiche. Tuttavia, durante il brindisi, Kuroko accidentalmente beve la bevanda afrodisiaca che intendeva dare a Mikoto. Diventa così sopraffatta dalla lussuria che ruba la biancheria intima di Mikoto mentre lei ancora la indossa, spingendo questi a fulminarla ripetutamente per punizione. |                  |         |
| 3        | 3  | La Tokiwadai è presa di mira 「ねらわれた常磐台」 - Nerawareta Tokiwadai | 16 ottobre 2009  |         |
| 3        | 3  | Kazari e Ruiko sono invitate da Kuroko e Mikoto a visitare il giardino della scuola, un quartiere privato della Città Accademia che approvvigiona le studentesse dell'élite e dove si trovano un gran numero di scuole d'élite femminili. Ruiko per la strada si ritrova la sua divisa bagnata e prende in prestito una divisa della Tokiwadai. Kuroko e Kazari sono chiamate di nuovo al lavoro da Judgment e vengono informate su un caso nel quale diversi studenti della Tokiwadai sono stati storditi e su di loro sono state disegnato sopra le sopracciglia con un pennarello indelebile. Ruiko viene scambiata per una studentessa della Tokiwadai e diventa l'ultima vittima. Kuroko e Uiharu restringono i sospetti su una ragazza ESPer di Livello 2 di nome Miho Jufuku, che può rendere invisibile sé stessa all'occhio nudo, fatto che Ruiko conferma. Impedito l'attacco ad un'altra vittima e dopo un inseguimento via terra riescono a fermarla e scoprono che lei mirava agli studenti della Tokiwadai perché il suo fidanzato, di tale accademia, l'ha lasciata a causa delle sue sopracciglia strane che non gli piacevano. Dispiaciuta per lei, Ruiko perdona Miho e le dice che le sue sopracciglia sono carine. Dopo che Miho viene presa in custodia, Mikoto si chiede come una ESPer di Livello 2 potesse essere così potente. |                  |         |
| 4        | 4  | Leggende metropolitane 「都市伝説」 - Toshi densetsu | 23 ottobre 2009  |         |
| 4        | 4  | Mikoto e le sue amiche discutono sulle leggende metropolitane, dalla storia di una donna che si spoglia per strada alle voci che girano sull'esistenza del Level Upper. Di particolare interesse per Mikoto è quella che riguarda il ragazzo con la possibilità di annullare altre abilità, ricordandole di quando ha conosciuto Tōma Kamijō. Mentre passeggia in città, Mikoto si imbatte in Tōma, che sta aiutando una specialista di AIM a trovare la sua macchina, che improvvisamente inizia a spogliarsi in pubblico. Scambiato per un pervertito da passanti, Tōma fugge, lasciando Mikoto ad aiutare la donna a trovare la sua auto, dove hanno delle conversazioni curiose. Più tardi, Mikoto si imbatte nuovamente in Tōma e gli fa accettare un combattimento nei pressi di un fiume. Nonostante l'uso creativo di Mikoto suoi poteri, non riesce a battere l'Imagine Breaker di Tōma. Tōma finge di perdere dopo aver visto battere ciglio Mikoto, ma la fa arrabbiare ancora di più. Così lei finisce per inseguirlo per tutta la notte. |                  |         |
| 5        | 5  | Quella coppia di nuove reclute 「とある二人の新人研修」 - Toaru futari no shinjin kenshū | 30 ottobre 2009  |         |
| 5        | 5  | Mentre sono fuori di pattuglia, Kuroko e Kazari incontrano un paio di ladruncoli che stanno rubando un'auto in pieno giorno. Ignorando l'avvertimento di Kazari, Kuroko si lancia subito nella cattura, ma finisce in un agguato, durante il quale Uiharu viene tramortita, e i ladri riescono così a scappare. Kazari entra in contrasto con Kuroko per non averla ascoltata e per aver dimenticato una promessa fatta. Kuroko racconta poi a Mikoto del primo incontro tra Kazari e lei, quando era ancora agli inizi in Judgment. Quando lei e la sua senpai, Konori Mii, sono state coinvolte in una rapina in banca, Kuroko tenta subito di fermarli, ottenendo però solo Kazari in ostaggio ai rapinatori e Mii ferita da uno dei due, che era un ESPer. Realizzando i suoi errori, Kuroko riesce a teletrasportare Kazari fuori al sicuro, affrontando poi il ladro da sola. Alla fine lei è stata in grado di fermarlo solo grazie a Mikoto, che ha risposto in forma anonima alle invocazioni di aiuto di Kazari. Mentre racconta la storia, Kuroko ricorda e si rende conto della promessa fatta con Kazari, per essere fedeli a se stessi e diventare membri a pieno titolo d Judgment insieme, e va a scusarsi con lei. |                  |         |
| 6        | 6  | Si danno tutti da fare per cose come queste 「こういうことにはみんな積極的なんですよ」 - Kō iu koto ni wa minna sekkyokuteki nan desu yo | 6 novembre 2009  |         |
| 6        | 6  | Un nuovo caso viene alla luce riguardante un utente che utilizza i gravitoni nei metalli o nell'alluminio per causare esplosioni in tutta la città, ma il solo sospetto in grado di causare ciò è in coma. Kuroko avverte Mikoto di non fare qualcosa drastico, come rintracciare il colpevole da sola, ma dopo Kazari lascia la sua fascia da braccio di Judgment incustodita e Mikoto la utilizza per avere la possibilità di essere scambiata per un membro di Judgment da Mii, per dimostrare a Kuroko che anche lei ha la stoffa per essere membro di Judgment. Tuttavia essere membro di Judgment non si rivela il compito entusiasmante che pensava essere, quando finisce per fare un sacco di lavori umili, ma difficili. Mii e Mikoto si assumono il compito di trovare la borsa di una bambina, che secondo Mikoto è legato al caso delle bombe dai gravitoni. Alla fine trova il cane che aveva preso la borsa e Mikoto recupera l'oggetto smarrito con successo, nonostante non ci sia nessuna bomba. Pur essendo stata scoperta la sua vera identità da Kuroko e Uiharu, lei viene comunque ringraziata per il suo aiuto e per la fine della giornata, Mikoto ha un nuovo apprezzamento per il lavoro svolto da membro di Judgment. Il giorno dopo, un membro di Judgment viene ferito da un'esplosione causata dai gravitoni, per proteggere un cittadino. |                  |         |
| 7        | 7  | Abilità e poteri 「能力とちから」 - Nōryoku to chikara | 13 novembre 2009 |         |
| 7        | 7  | Poiché le esplosioni causate dai gravitoni continuano a diventare più frequenti e potenti e aumentano le persone ferite, Judgment decide di unire le forze con l'Anti-Skill per trovare il colpevole. Ruiko accenna a Mikoto circa l'esistenza del Level Upper, argomento di una Leggenda Metropolitana di cui parlavano qualche tempo prima, anche se lei non crede che una cosa del genere possa esistere. Mikoto accompagna Ruiko e Kazari al centro commerciale, dove si imbatte in Tōma, che accompagna la bambina dell'altro giorno. Kuroko e Mii finalmente riescono a capire che il colpevole sta prendendo di mira i membri di Judgment, e Kazari è il prossimo obiettivo. Dopo l'evacuazione del centro commerciale, con solo Kazari, Mikoto, Tōma e la ragazza a sinistra in negozio, la bomba esplode. Mikoto utilizza il suo Railgun per cercare di fermarlo, ma tutti si salvano grazie ai poteri di Tōma. Mikoto riesce a trovare e a battere il colpevole, Hatsuya Kaitabi, che voleva punire Judgment in quanto non lo protegge dai bulli, credendo che le persone con poteri come lei e il Judgment fossero corrotti. Mikoto gli dà un pugno per l'utilizzo di quella scusa per ferire gli altri. Si scopre poi che il colpevole sia di Livello 1 e che non avrebbe potuto causare un'esplosione di tale portata. Il giorno dopo Mikoto incontra Tōma che spiega perché non abbia voluto prendersi il merito del salvataggio di tutti dall'esplosione, fatto che avrebbe solo messo in posizione di disagio Mikoto. |                  |         |
| 8        | 8  | L'alza-livello 「幻想御手（レベルアッパー）」 - Reberu Appā | 20 novembre 2009 |         |
| 8        | 8  | Kazari si ammala e non può andare a scuola, così Ruiko, Mikoto e Kuroko vanno a fargli visita. Kuroko diventa curiosa di sapere come Hatsuya, un ESPer di Livello 2, aveva poteri equivalenti a quelli di un ESPer di Livello 4. Mikoto porta la discussione sulla Leggenda Metropolitana riguardante il Level Upper, della quale Ruiko aveva parlato, e fa notare a Kuroko che questa non sia la prima volta che il potere di un ESPer e il suo Livello non corrispondessero. Dopo aver scoperto dove si possono ottenere informazioni sul Level Upper, Mikoto va in un ristorante e finge di essere un cliente interessato a un gruppo di adolescenti che possono avere informazioni su tale oggetto. Poiché non ottiene ciò che vuole, Mikoto inizia a usare le maniere forti, ma il leader del gruppo, una ragazza con la possibilità di manipolare l'asfalto, ingaggia uno scontro con lei. Mikoto vince il combattimento, ma danneggia un generatore vicino causando un black-out in tutta la città. Il giorno successivo, Kuroko e Mikoto scoprono che Hatsuya, insieme a molti altri ESPer che hanno mostrato anormalmente poteri forti, sono tutti caduti in coma. Nel frattempo, Ruiko scopre il Level Upper su Internet per caso. |                  |         |
| 9        | 9  | Rapporto di maggioranza 「マジョリティ・リポート」 - Majoriti Ripōto | 27 novembre 2009 |         |
| 9        | 9  | Mikoto e Kuroko parlano con Harumi Kiyama, la specialista di campi AIM che Mikoto aveva in precedenza incontrato, sul Level Upper. Vengono poi raggiunte da Kazari e Ruiko, l'ultima delle quali ha il Level Upper, ma decide di tenerlo per sé quando Kuroko parla del fatto che ad esso sono legate attività criminali. Mikoto, più tardi, trova Ruiko, notandola un po' giù, e le dà alcuni consigli, dicendono che i livelli ESPer non sono così importanti, anche se questo fatto irrita segretamente Ruiko. Il giorno dopo Ruiko si imbatte in qualcuno che è stato truffato da tre teppisti sul Level Upper, che non riesce a fuggire, così lei li affronta. Kuruko arriva casualmente prima che Ruiko si faccia male e sconfigge due dei malviventi, ma ha problemi a utilizzare i suoi poteri di teletrasporto contro il loro capo, grazie alla sua capacità di distorcere la luce. Il capo dei teppisti insegue Kuroko all'interno di un edificio abbandonato, ma viene sconfitto quando Kuroko teletrasporta le finestre per tagliare i pilastri di supporto dell'edificio. Sconfitto, il delinquente cede il suo Level Upper a Kuroko. Ruiko si sente ancora più in conflitto su cosa fare con il Level Upper, ma un incontro con alcune sue amiche la porta a dire loro che lei ce l'ha. |                  |         |
| 10       | 10 | Maggioranza silenziosa 「サイレント・マジョリティ」 - Sairento Majoriti | 4 dicembre 2009  |         |
| 10       | 10 | Ruiko utilizza il Level Upper su sé stessa e le sue amiche ed è felice di avere la possibilità di usare i suoi poteri. Nel frattempo, ricordando quando mangiavano ghiaccio rasato, Mikoto e Kuroko giungono alla conclusione che il Level Upper utilizzi la sinestesia per manipolare le onde cerebrali. Kazari viene contattata da Ruiko che le dice che le sue amiche sono cadute in coma a causa del Level Upper. Sollevata dal sapere che Kazari rimarrà sempre al suo fianco, anche Ruiko cade in coma e viene portata all'ospedale. Mikoto, saputo dell'avvenimento, si sente responsabile per aver ferito i sentimenti di Ruiko con il suo consiglio e vuole aiutare Kazari e Kuroko a trovare il colpevole. In seguito vengono a sapere da un medico con la faccia da rana (l'Heaven Canceler) che le vittime del Level Upper sembrano condividere un modello di onde cerebrali con qualcuno. Con l'aiuto di Mii, che teorizza che il Level Upper colleghi effettivamente gli utenti una capacità come creare una rete, le protagoniste scoprono che il colpevole è, con loro grande sorpresa, Harumi Kiyama. Kazari, che aveva visitato in precedenza Harumi, scopre i suoi appunti sulla sinestesia, ma viene presa in ostaggio da lei, portandola via con sé in automobile. Notando le condizioni non ottime di Kuroko, Mikoto decide di inseguire Harumi e salvare Kazari da sola. |                  |         |
| 11       | 11 | La dottoressa Kiyama 「木山せんせい」 - Kiyama-sensei | 11 dicembre 2009 |         |
| 11       | 11 | Harumi spiega a Kazari che ha usato la rete del Level Upper come un supercomputer alternativo, in quanto a lei non è stato permesso di utilizzare il supercomputer Tree Diagram. Lei assicura a Kazari che libererà tutte le vittime una volta che ha raggiunto il suo obiettivo, dandole un programma di cura. Quando la strada viene bloccata dall'AntiSkill, lei usa il potere derivatole dal Level Upper, il Multi-Skill, che le permette di utilizzare le capacità delle vittime, sconfiggendo l'AntiSkill. Mikoto arriva sul campo di battaglia e ingaggia uno scontro con Harumi, la quale blocca ogni suo attacco fino a che non abbassa momentaneamente la guardia, momento durante il quale Mikoto riesce ad avvicinarsi abbastanza da poterla colpire. In quell'istante la Railgun assiste ad attimi di esperienze e ricordi di Harumi. In passato, Harumi è stata assegnata dal suo capo, Gensei Kihara, al ruolo di insegnante per un certo tempo ad un gruppo di Child Error, per prepararli ad un esperimento, periodo nel quale l'esperta di AIM si affeziona ai piccoli. Tuttavia l'esperimento è andato storto e i bambini sono finiti in coma, con Kihara di decidere di coprire in su. Harumi spiega che voleva trovare una cura per salvare i suoi studenti utilizzando il Tree Diagram, ma le è stato negato ogni volta il permesso di accedere, fatto che l'ha portata alla sua creazione della rete del Level Upper. La sua rabbia le fa presto perdere il controllo della rete e sviene momentaneamente. A quel punto una strana creatura simile a un feto esce dalla sua testa. |                  |         |
| 12       | 12 | AIM burst 「AIM バースト」 - AIM Bāsuto | 18 dicembre 2009 |         |
| 12       | 12 | Mikoto e AntiSkill combattono contro la creatura, ma essa si rigenera le sue ferite, mentre il campo di battaglia, dall'autostrada, si sposta verso una centrale nucleare. Con la rete fuori controllo, gli utenti del Level Upper in coma cominciano a urlare dal dolore. Realizzando ciò che è successo, Harumi spiega che la creatura, chiamata AIM Burst, è il risultato dei campi AIM dei 10.000 utenti del Level Upper e dei loro pensieri negativi. Con l'aiuto di due membri dell'AntiSkill, Aiho Yomikawa e Tsuzuri Tesso, Kazari riesce a caricare la cura che Harumi le ha dato, un brano musicale che fatto sentire in tutta la Città Accademia, calma gli utenti del Level Upper e indebolisce l'AIM Burst. Nonostante abbia perso la sua capacità rigenerativa, AIM Burst è ancora in grado di usare i poteri degli utenti del Level Upper ed emette i loro pensieri negativi verso Mikoto e Harumi. Mikoto si scontra nuovamente con AIM Burst e si scusa con gli utenti per non aver capito i loro sentimenti e dice loro di non rinunciare al loro sogno, prima di lanciare un Railgun che distrugge la creatura. All'arrivo del tramonto una donna misteriosa e il suo team ispezionano i danni alla centrale elettrica, mentre Harumi viene arrestata dall'AntiSkill, sperando ancora di trovare un modo per curare i suoi studenti. Kazari si incontra poi con Ruiko che, dopo essersi svegliata dal coma e aver perso i suoi poteri, si scusa con lei per aver dimenticato ciò che era veramente importante per lei. |                  |         |
| 13       | 13 | Col bikini, ti guardano solo il sopra e il sotto, ma il costume intero esalta tutto il corpo. Il costume intero sta bene solo alle magre. 「ビキニは目線が上下に分かれますけどワンピースは身体のラインが出ますから細い方しか似合わないんですよ」 - Bikini wa mesen ga jōge ni wakaremasu kedo wanpīsu wa karada no rain ga demasu kara hosoi kata shika niawanain desu yo | 25 dicembre 2009 |         |
| 13       | 13 | Kinoho e Maaya chiedono a Mikoto e a Kuroko di partecipare assieme a loro come modelle per un catalogo di costumi da bagno, invitando anche Kazari, Ruiko. Giunte all'appuntamento, si scopre che partecipano anche Mii, su richiesta di alcune colleghe di e la rivale di Kuroko, Mitsuko Kongo. Dopo aver scelto i loro costumi da bagno, il loro servizio fotografico si svolge in uno studio olografico in grado di replicare i diversi ambienti percepibili anche al tatto, mentre delle fotocamere automatiche dello studio le fotograferanno. In un primo momento le riprese procedono bene fino a quando il programma ha delle disfunzioni e inizia a passare da uno scenario all'altro: da una tormenta, un deserto, un uragano e la Luna. Le ragazze si prendono una pausa nello sfondo dedicato all'ambiente da campeggio, mentre riparano il sistema. Decidono quindi di mangiare facendo il curry per il pranzo con gli ingredienti presenti nell'ambiente. Mitsuko incautamente dice di saper fare un Curry tipico della sua famiglia per vantarsi, nonostante non sappia cucinare. Si dividono quindi in due gruppi e, dopo aver avuto problemi, Mitsuko ammette infine a Kinoho e Maaya che lei non sa cucinare. Chiedono quindi aiuto a Mii e, grazie all'abilità di Mikoto, riescono a preparare due tipi di Curry. Mentre tutti vanno a casa, Mikoto rimane dietro a provare un costume da bagno frilly, che lei si vergognava di portare in precedenza, senza sapere che lei è finita per caso sul pannello della compagnia presente sulla parete esterna dell'edificio e quindi visibile ai passanti. In quel momento passa Tōma, che si chiede che cosa stia combinando BiriBiri. |                  |         |
| 14       | 14 | Seminario speciale 「特別講習」 - Tokubetsu kōshū | 8 gennaio 2010   |         |
| 14       | 14 | Ruiko, insieme ad altri studenti che hanno utilizzato il Level Upper, frequenta una classe speciale al liceo di Tōma. La loro prima lezione è insegnata da Tsukuyomi Komoe circa l'importanza di avere una Personal Realty per lo sviluppo delle proprie capacità ESPer. Durante il pranzo, Ruiko si imbatte in Miho, con la quale ha avuto uno scambio di lettere e, visto che Ruiko ha risposto a tutte le lettere, Miho decide di condividere il suo bento con lei. Dopo la pausa pranzo, Yomikawa detiene una lezione di educazione fisica, facendo correre gli studenti fino a quando non avrebbero più avuto forze, dando un esempio di come si possono superare i loro limiti. Ma durante e dopo la lezione uno degli studenti, la gangster femminile contro la quale Mikoto ha combattuto durante la saga del Level Upper, si lamenta dicendo che ciò è la punizione per il fatto che loro abbiano utilizzato il Level Upper. Ruiko, dopo la lezione, le risponde che questa è dovuto al fatto che loro abbiano imbrogliato per poter ottenere i loro poteri, e il suo coraggio impressiona molto la gangster. Nella lezione successiva, Komoe spiega alla classe che questo corso non è una punizione, ma bensì un insieme di lezioni da utilizzare come motivazione per imparare a lavorare duramente per superare i propri limiti e riconquistare il potere che avevano ottenuto con il Level Upper; aggiunge anche che la loro punizione l'avevano già subita quando era caduti in coma dopo l'utilizzo del Level Upper. La classe è quindi incoraggiata dal suo discorso e Ruiko, grazie a queste parole, ricorda come le sue amiche l'abbiano sempre incoraggiata da continuare a provare ad ottenere dei poteri propri. Dopo aver ricevuto una lettera da Miho che vuole seguire il suo esempio, lei si ritrova con Kuroko, Kazari e Mikoto. |                  |         |
| 15       | 15 | Skill Out 「スキルアウト」 - Sukiru Auto | 15 gennaio 2010  |         |
| 15       | 15 | Mitsuko si ritrova attaccata da una gang di Skill-out chiamata Big Spider ma viene salvata da un uomo dai capelli rossi con un tatuaggio a forma di ragno sulla schiena e successivamente soccorsa dalla squadra di Judgment di Kuroko. Al sentire la descrizione del salvatore di Mitsuko, Mii sembra riconoscere tale persona. Big Spider è guidato da qualcuno che si faceva chiamare Wataru Kurozuma e stanno attaccando indiscriminatamente gli ESPer. Mentre indagano nel 10º distretto Academy City, Mikoto e Kuroko si trovano di fronte a delinquenti, che poi vengono battuti da un uomo dai capelli rossi, che diventa la loro guida al quartiere precedentemente vissuto. Mikoto e Kuroko trovano il nascondiglio di Big Spider, ma tuttavia qui finiscono nuovamente nei guai quando la banda utilizza un dispositivo audio denominato "Down Capacity" che incide sulle loro abilità di ESPer, impedendo loro di contrattaccare. Il dispositivo viene quindi disabilitato dall'uomo dai capelli rossi di prima, che riconosce il leader di Big Spider come Hebitani, rivelando di essere il vero Kurozuma. Dopo aver sconfitto da solo la banda, Kurozuma viene avvicinato da Mii, e la loro familiarità sorprende Mikoto e Kuroko. |                  |         |
| 16       | 16 | Academy City 「学園都市」 - Gakuen toshi | 22 gennaio 2010  |         |
| 16       | 16 | Dal suo incontro con Kurozuma, Mii non più venuta a lavorare a Judgment. Curiose, le ragazze visitano il suo dormitorio, dove incontrano la coinquilina di Mii, Aomi Yanagisako. Lei rivela che Mii era una volta un membro dei Big Spider, allora un gruppo più amichevole, e nonostante sia un ESPer, le fu permesso di rimanere dal loro leader Kurozuma, del quale lei si era innamorata. Mikoto quando viene a sapere che AntiSkill avrebbe condotto un giro di vite a sorpresa contro le bande di Skill-Out il giorno dopo, si confronta con Mii sul motivi per il quale lei non lascia il passato alle spalle. Mii spiega che ha lasciato la banda quando Kurozuma sembrava essere morto durante un incendio, decidendo poi di diventare un membro di Judgment. Kurozuma appare e spiega a Mii come sia stato ricoverato in ospedale dopo l'incendio, mentre lei cerca di convincerlo a non sconfiggere tutta Spider Big da solo. Più tardi, Mikoto ha un'"illuminazione" e capisce finalmente le ragioni di Mii. Mentre il giro di vite comincia, Mikoto, Kuroko e Kurozuma aiutano Mii a combattere i membri di Big Spider e distruggono le loro armi, compresa Down Capacity. Rimasto da solo, Hebitani minaccia di farsi esplodere una bomba legata sul petto, ma viene messo fuori combattimento da Kurozuma. Al momento in cui Big Spider viene arrestata da AntiSkill, Kurozuma chiede a Mii di arrestarlo per conciliare. |                  |         |
| 17       | 17 | Le vacanze estive di Tsuzuri 「夏休みのつづり」 - Natsuyasumi no Tsuzuri | 29 gennaio 2010  |         |
| 17       | 17 | Dopo una brutta giornata, Tsuzuri manda a casa gli studenti di una sala giochi per il coprifuoco. Qui incontra un ragazzo di nome Konōe, il quale è compagno di classe di Uiharu e Saten. Per i suoi continui fallimenti in Anti-Skill, Yomikawa decide di concedere a Tsuzuri un giorno di ferie per farle terminare i suoi impegni da insegnante. Mentre si dirige a casa, incontra Konōe nella stessa sala giochi e gli insegna come ottenere un personaggio segreto del gioco Gekisho 9. Ma proprio mentre tenta di fare una partita, il membro di Anti-Skill viene chiamata da Komoe per riportare a casa Yomikawa che si è ubriacata. Mentre porta a casa Yomikawa con Komoe, questi le fa un discorso di Tsuzuri in cui le rivela le gioie di essere un insegnante e di aiutare i propri studenti. Ciò ispira Tsuzuri a dare il meglio di sé il giorno successivo. Dopo aver tentato di aiutare una ragazza a trovare il suo ciondolo, Index alle prese con le macchine della pulizia e Aisa Himegami per impedirle di comprare tutti i panini di un fast food, si dirige verso la solita sala giochi, dove inizia a giocare contro il Gekisho 9, usando anche il personaggio segreto, ma fallisce. Sopraggiunge Konōe che le rivela di averlo finito e insieme tornano al dormitorio di lui parlando di un eventuale sequel di Gekisho; prima di separarsi, lui la ringrazia. Pochi giorni dopo, Tsuzuri viene a sapere che Konōe si è trasferito in un'altra scuola per game design, sponsorizzato dai creatori del gioco Gekisho; ciò la rende felice in quanto lo ha ispirato e decide di continuare a dare il meglio di sé stessa. |                  |         |
| 18       | 18 | Bosco Asunaro 「あすなろ園」 - Asunaroen | 5 febbraio 2010  |         |
| 18       | 18 | L'episodio inizia con l'ennesima volta in cui Kuroko viene sorpresa dalla responsabile del dormitorio a utilizzare i suoi poteri da Teleporter. Il giorno dopo assieme a Misaka al bar si lamenta di quanto sia oppressiva la responsabile del dormitorio e del fatto che sia così perché è senza un partner. In quel momento le due ESPer vedono la responsabile passeggiare in abiti più belli del solito e decidono di seguirla. Scoprono che quando non si occupa del dormitorio lavora come volontaria per assistere i Child Error di un orfanotrofio della Città Accademia. In realtà il motivo non è per puro volontariato, ma perché è innamorata di uno dei due gestori, un giovane e bel ragazzo professore di Uiharu e Ruiko, le quali per aver preso dei brutti voti stanno svolgendo volontariato con lui. Qui incontrano Mikoto e Kuroko inseguire la responsabile del loro dormitorio e, capita la situazione di questi, Kuroko decide di aiutarla a conquistare il giovane professore assieme alle sue amiche. Tuttavia questi ha intenzione di sposarsi con la proprietaria dell'orfanotrofio e per questo la responsabile del dormitorio rimane un po' abbattuta. Alla fine questi non ha perso il suo carattere forte con le studentesse della Tokiwadai e continua a rimproverare Kuroko come sempre. |                  |         |
| 19       | 19 | Festa estiva 「盛夏祭」 - Seikasai | 12 febbraio 2010 |         |
| 19       | 19 | Alla Tokiwadai è tempo della giornata aperta del dormitorio e per tale occasione sia Mikoto che Kuroko devono far parte di coloro che gestiscono l'evento, una aiutando come guida per i visitatori e l'altra come fotografa dell'evento e aiuto in cucina. Alla festa partecipano le amiche Uiharu e Ruiko, le quali sono guidate nel dormitorio da Mikoto, ma anche alcuni membri di Anti-Skill (tra cui Tsuzuri e Yomikawa) e altri personaggi della serie (appaiono anche in una scena Tōma e Index). Dopo un'asta benefica, nella quale Kuroko acquista alcuni vecchi effetti personali di Mikoto, la Railgun si esibisce in un assolo con il violino. |                  |         |
| 20       | 20 | Poltergeist 「乱雑開放（ポルターガイスト）」 - Porutāgaisuto | 19 febbraio 2010 |         |
| 20       | 20 | L'episodio inizia con un terremoto notturno di dimensioni moderate che impedisce a Mitsuko di studiare. Dopo che il fenomeno si è assestato, la tazza da tè di Mitsuko cade misteriosamente dalla sua scrivania, insieme all'intera collezione di bambole che le fluttua intorno. Il giorno dopo, Kazari viene informata da Daigo che sta arrivando una nuova coinquilina, una studentessa trasferita di nome Erii Haruue. Mikoto e Ruiko portano fuori Erii per fare assieme un giro mentre Kazari, Kuroko e Konori partecipano a un incontro tenuto da Therestina Kihara Lifeline della Multi Active Rescue (MAR), riguardante gli "incidenti da Poltergeist", i quali sono simili a dei terremoti e vengono accidentalmente causati da più ESPer che hanno perso contemporaneamente il controllo delle loro abilità. Quella notte, Mikoto e Kuroko saltano il coprifuoco per celebrare l'arrivo di Erii con Ruiko e Konori al festival locale dei fuochi d'artificio. Erii inizia a ricordare il suo passato con le sue nuove amiche, cadendo in trance e vagando da sola. Kuroko riceve una chiamata da Konori, la quale ha scoperto che gli incidenti dei Poltergeist sono stati creati appositamente da qualcuno, ma poco dopo si verifica un nuovo fenomeno vicino a Kazari ed Erii, che vengono salvate da un lampione che cade da Therestina. Mentre le ragazze capiscono lentamente cosa è successo, una donna dall'aspetto familiare viene vista tra la folla sottostante. |                  |         |
| 21       | 21 | Voci 「声」 - Koe | 26 febbraio 2010 |         |
| 21       | 21 | Dopo l'incidente del Poltergeist, Mikoto si chiede se Kiyama sia di nuova coinvolta in qualche modo, anche se Kuroko le ricorda che la scienziata è presumibilmente ancora in prigione. Kuroko invece sospetta che Erii sia la causa di tutto ciò, dal momento che la maggior parte degli attacchi dei Poltergeist si sono verificati nei luoghi in cui si è stata. Entrambe fanno un controllo dei precedenti riguardanti Erii e scoprono che, nonostante sia un ESPer telepatico di Livello 2, può utilizzare poteri di Livello 4 grazie a determinati catalizzatori. Così Kazari porta Erii al parco, dove quest'ultima spiega che stava cercando un'amica d'infanzia, dopodiché entra nuovamente in trance e si verifica un violento attacco da Poltergeist. Kazari si arrabbia con Kuroko per aver sospettato di Erii, quindi sopraggiunge Therestina che esegue alcuni test sulla ragazza in esame presso il laboratorio di ricerca della base MAR per dimostrare la sua innocenza. Al risveglio, Erii spiega a tutti che cade in trance sentendo la voce della sua amica, Banri Edasaki, che a quanto pare è un'altra telepate. Quando Erii mostra a tutti una foto di Banri contenuta nel suo ciondolo, Mikoto riconosce Banri come uno degli studenti Child Error di Kiyama, i quali sono entrati in coma. |                  |         |
| 22       | 22 | Livello 6 (Colui che ottiene il potere di Dio pur mantenendo un corpo mortale) 「レベル6（神ならぬ身にて天上の意志に辿り着くもの）」 - Reberu Shikkusu (Kami naranu mi ni te tenjō no ishi ni tadoritsuku mono) | 5 marzo 2010     |         |
| 22       | 22 | Erii spiega che sia lei che Banri erano entrambe telepate cresciute in un orfanotrofio per Child Error prima che Banri si trasferisse, ma di recente ha iniziato a sentire la sofferenza della sua amica e da allora l'ha sempre cercata. Mikoto spiega l'esperimento Level Upper a Therestina, che teorizza che gli studenti in coma di Kiyama siano la causa degli incidenti dei Poltergeist. Tuttavia, questa teoria divide ancora di più Kazari e Kuroko, poiché Kazari crede che Kuroko li stia incolpando. Il giorno successivo, Mikoto scopre che Kiyama è stata rilasciata di prigione, apprendendo in seguito che i Poltergeist potrebbero potenzialmente distruggere la Città Accademia se non vengono sgominati. Mentre indaga su una delle vecchie strutture di Gensei, Mikoto incontra Kiyama in persona, che la porta in un ospedale dove tutti i suoi studenti in coma sono sotto la cura di Heaven Canceller. Spiega la convinzione di Gensei che un ESPer può diventare un Livello 6 assumendo dei cristalli di abilità creati dall'essenza degli ESPer in coma che hanno perso il controllo dei loro campi AIM. Così ha riunito i Child Error e ha rilasciato Kiyama per trovare una cura, ma senza il "First Sample", il primo soggetto di prova del programma Ability Crystal di Gensei, i loro tentativi di svegliare gli studenti hanno causato incidenti da Poltergeist. Therestina, che ha seguito Mikoto e Kiyama fino al luogo in cui si trovano ora, le raggiunge e chiede la custodia dei bambini. Costretta a scegliere, Mikoto si schiera dalla parte di Therestina per dare potenzialmente una possibilità ai giovani studenti, convincendo la disperata Kiyama a riporre la sua fiducia nelle autorità. |                  |         |
| 23       | 23 | Cosa vedi con quei tuoi occhi? 「いま、あなたの目には何が見えてますか？」 - Ima, anata no me ni wa nani ga mietemasu ka? | 12 marzo 2010    |         |
| 23       | 23 | Ancora preoccupata, Kazari va a trovare Kiyama e la convince a condividere le informazioni in suo possesso con i MAR per aiutare i suoi studenti. Tuttavia, Therestina distrugge i dati di Kiyama e si rifiuta di fargli visitare Erii o i bambini. Quando Kazari racconta ai suoi amici cosa è successo, scoprono che Therestina è in realtà la nipote di Gensei, che è stata la prima cavia del suo programma Ability Crystal. Rendendosi conto di essere stata ingannata, Mikoto affronta Therestina in tuta da battaglia al laboratorio di ricerca MAR, ma viene sconfitta quando Therestina usa la Capacity Down su di lei, rivelando che intende finire il lavoro di Gensei. Mentre Therestina e i MAR partono con Erii e i bambini, Mikoto viene salvata da Mitsuko, che si era appostata nelle vicinanze in seguito a un precedente incidente da Poltergeist. Quando Mikoto si sveglia, incolpa se stessa per non aver creduto a Kiyama e tenta nuovamente di affrontare il nemico in solitario. Tuttavia, Ruiko la ostacola, ricordando a Mikoto che non deve fare tutto da sola, convincendo Kazari e Kuroko a riconciliarsi. Dopo aver appreso che Kiyama sta inseguendo i camion MAR verso la loro prossima destinazione, Mikoto, Kuroko, Kazari, Ruiko, Konori e Mitsuko si precipitano a loro volta a salvare Erii e gli altri. |                  |         |
| 24       | 24 | Cari amici miei 「Dear my Friends」 - Dear my friends | 19 marzo 2010    |         |
| 24       | 24 | Kiyama è alla ricerca dei camion MAR, ignara che siano esche piene di nemici, ma viene salvata da Mikoto. Intanto Kuroko, Mitsuko, Yomikawa, Tsuzuri e l'Anti-Skill tengono a bada il resto delle truppe MAR. Kiyama, Kazari e Ruiko si dirigono verso il laboratorio di Kihara, mentre Mikoto le difende da Therestina, che attacca con un gigantesco mech. Sebbene il macchinario di Therestina non sia influenzato dagli attacchi di base di Mikoto, Kuroko aiuta Mikoto a distruggere il mech usando il proprio braccio come un railgun improvvisato. Mikoto, Kuroko, Kazari, Ruiko e Kiyama finalmente arrivano al laboratorio sotterraneo dove sono tenuti Erii e i bambini. Tuttavia, Therestina, che era sopravvissuta, attiva improvvisamente il Capacity Down del laboratorio e attacca le ESPer indebolite, rivelando il suo piano per usare il First Sample dei bambini per costringere Erii a diventare un ESPer di Livello 6, distruggendo così la città. Poiché ogni speranza sembra persa, Ruiko, l'unica non colpita da Capacity Down, distrugge i suoi controlli, permettendo a Mikoto di sconfiggere Therestina con il suo railgun. Con il First Sample in mano, Kiyama crea la cura e finalmente risveglia Banri e gli altri bambini, ringraziando Mikoto. In seguito, i bambini in via di guarigione recapitano un messaggio di compleanno a Kiyama tramite un dirigibile mentre Mikoto e le sue amiche guardano la scena. |                  |         |
| Bonus    | -  | 「炎天下の撮影モデルも楽じゃありませんわね。」 - Entenka no satsuei Moderu mo raku ja arimasen wa ne. – "Essere una modella per un servizio fotografico sotto il sole non è facile, lo sai." | 24 luglio 2010   |         |
| Bonus    | -  | Durante il servizio fotografico, Kuroko tenta di sedurre Mikoto scambiando una crema solare che Kazari le stava strofinando con una piena di afrodisiaci. Tuttavia, il suo piano fallisce quando Ruiko prende il posto di Mikoto, portandola quest'ultima a inseguire con lascivia Kazari. Mikoto scopre che Kuroko è la colpevole e la punisce, e quando le quattro tornano indietro, scoprono che Mitsuko aveva usato accidentalmente la lozione di Kuroko sul suo serpente domestico. |                  |         |
| OAV      | -  | 「御坂さんはいま注目の的ですから」 - Misaka-san wa ima chūmoku no mato desukara – "Da ora Misaka-san è al centro dell'attenzione..." | 29 ottobre 2010  |         |
| OAV      | -  | Un giorno, poco dopo gli eventi dell'incidente del Level Upper, Mikoto inizia a provare una strana sensazione come se qualcuno la stesse perseguitando. Mentre la ragazza continua a provare questa sensazione di disagio ovunque, inizia a diventare molto paranoica e impaurita. Esaminando una voce che si è sparsa in giro, Kuroko e le altre apprendono che anche altri studenti hanno provato la stessa cosa. Mentre Ruiko e Konori portano Mikoto al bagno pubblico, dove Ruiko le dà un po' di incoraggiamento, Kuroko e Kazari intervistano Mitsuko, Maaya e Kinuho, che affermano che anche una loro senpai del club di nuoto è stata vittima di questa faccenda. Grazie ai consigli di Ruiko e alle ricerche di Kuroko, Mikoto trova il colpevole dietro le sensazioni, il quale si rivela essere Asako Jonan, un ufficiale Anti-Skill ed ex insegnante dell'Accademia Nagatenjōki. Essendo stata licenziata dal suo lavoro di insegnante, presumibilmente per non essere in grado di creare alcun ESPer di Livello 5, Asako ha incolpato la Tokiwadai e ha utilizzato un dispositivo per produrre onde elettromagnetiche speciali e causare così disagio agli electromaster. Asako cerca di scappare ma, grazie all'aiuto di Ruiko, viene rapidamente catturata da Mikoto e dall'Anti-Skill. Mentre Mikoto premia i suoi amici per il loro aiuto, Kazari rivela involontariamente che nello stesso momento Kuroko stava anche legittimamente inseguendo Mikoto, provocando una rapida punizione di quest'ultima. |                  |         |

### A Certain Scientific Railgun S(2013)
| Nº serie | Nº | Titolo italiano Giapponese 「Kanji」 - Rōmaji | In onda           | In onda |
| Nº serie | Nº | Titolo italiano Giapponese 「Kanji」 - Rōmaji | Giapponese        |         |
| 25       | 1  | Railgun 「超電磁砲 (レールガン)」 - Rērugan | 12 aprile 2013    |         |
| 25       | 1  | Mikoto aspetta le sue amiche per un'uscita tutte insieme, ma sono in ritardo e quindi decide di andarle a cercare. Nel frattempo Saten, passando per dei vicoli bui, si mette nei guai e viene inseguita da dei teppisti. Deve quindi chiedere aiuto a Kuroko e Uiharu, che intervengono dopo aver rilevato la posizione della loro amica tramite il segnale del cellulare. Quando Kuroko sta per sistemare i teppisti, arriva Kuroko che li fulmina con i suoi poteri ESPer. Il giorno dopo Mikoto e le sue amiche decidono di incontrarsi insieme a Erii Haruue per andare a trovare in ospedale Banri Edasaki, un'amica rimasta coinvolta nell'esperimento dei Child Error, e darle un regalo. Mentre aspetta le altre, Mikoto si reca in biblioteca per passare il tempo, ma qui ha una discussione e dimostrazione dei suoi poteri da parte dell'altra ESPer di Livello 5 della Tokiwadai, Misaki Shokuhō, nota come Mental Out per la sua abilità del controllo psichico della mente. Successivamente si reca in ospedale con le amiche e pensa di consegnarle il regalo in modo più speciale. Per questo esce con Kuroko, Uiharu e Saten dalla stanza, ma non riesce a realizzare il progetto poiché dimentica la borsa con il regalo nella stanza. Quindi il caos si diffonde a causa della fuga di un pazzo nell'ospedale, fuggito al controllo di Anti-Skill. Kuroko e Uiharu intervengono come Judgment per comprendere meglio la situazione, ma nel frattempo la loro amica Erii, che ha preso con sé la borsa contenente il regalo, viene presa in ostaggio. L'intervento di Mikoto e delle altre salva Haruue, tuttavia il regalo è rimasto con il pazzo e altri che fuggono in elicottero. Mikoto quindi si arrabbia e grazie all'aiuto di Kuroko utilizza il suo Railgun e distrugge l'elicottero. Il regalo viene quindi recuperato e consegnato alla loro amica. Nel finale viene mostrato Tōma Kamijō, che commenta la scena dell'elicottero caduto dopo il Railgun subito. |                   |         |
| 26       | 2  | Critical 「寿命中断 (クリティカル)」 - Kuritikaru | 19 aprile 2013    |         |
| 26       | 2  | Misaka rivede in sogno il momento in cui da bambina alcuni scienziati della Città-Studio le mostrano come i suoi poteri sarebbero potuti diventare la risorsa per curare i malati di distrofia muscolare e in esso vede una ragazza particolare dai capelli scuri. Al risveglio si ritrova appiccicata Kuroko, che dopo essere uscite da scuola per fare acquisti, insegue la sua Onee-sama per farsi perdonare. Kuroko consiglia a Mikoto di percorrere un vicolo per giungere prima ai negozi, ma qui casualmente trovano una busta contenente una carta di credito prepagata. Kuroko e Mikoto la portano al Judgment e vengono a sapere da Konori Mii e Uiharu Kazari che erano già state denunciate almeno altre 60 carte prepagate in tutta la città. Kuroko si ritrova a doversi occupare di questo caso, mentre Mikoto si reca a fare acquisti. Tuttavia incontra per strada Saten Ruiko, la quale la coinvolge nella caccia alle carte prepagate e la ESPer di Livello 5 non riesce quindi a soddisfare i suoi piani per la giornata. Prima di ritornare al proprio dormitorio sente casualmente una conversazione tra alcuni Skill-Out a proposito di chi avesse distribuito le carte per la Città Accademia. Mikoto chiede a Kuroko di coprire la sua assenza in dormitorio e decide di seguire il gruppo di Skill-Out. Essi arrivano nel posto in cui si è recata colei che probabilmente ha lasciato le carte prepagate, una ESPer con l'abilità chiamata Critical. Dopo che gli Skill-Out pretendono da lei le altre carte, la ragazza li sistema fingendo di utilizzare un'abilità che le permette di uccidere coloro che lei tocca e utilizzando un anestetico. Mikoto, dopo aver assistito alla scena, le parla direttamente congratulandosi con lei per essersi difesa in modo così efficace. Tuttavia la misteriosa ragazza lascia di stucco Mikoto, dicendole «Quindi... tu sei l'originale». |                   |         |
| 27       | 3  | Progetto Radio Noise 「超電磁砲量産計画 (レディオノイズけいかく)」 - Redio Noizu keikaku | 26 aprile 2013    |         |
| 27       | 3  | A inizio episodio vengono mostrati i momenti in cui Mikoto sentiva parlare da altri studenti e studentesse a proposito dell'esistenza dei cloni prodotti dalla sua mappa genetica. La scena ritorna poi quando la misteriosa ragazza dell'Accademia Nagatenjōki, Shinobu Nunotaba, le ha detto che è l'originale. Mikoto chiede spiegazioni e la Shinobu spiega di aver partecipato all'esperimento a cui prese parte Mikoto, non spiegandole però quale fosse il reale scopo. Afferma inoltre che la Railgun non avrebbe potuto fare niente anche se avesse scoperto la verità e che lei almeno sta tentando di fare qualcosa mettendo nei vicoli bui della Città-Studio le carte prepagate, in modo da non rendere nessun luogo della città adatto agli esperimenti legati al progetto cui prese parte. Quindi si libera delle prove legate al progetto bruciandole, ma le fiamme si propagano e Mikoto è costretta a portare fuori i teppisti svenuti da sola, in quanto Shinobu fugge via. Misaka da quest'incontro rimane perplessa e ricorda l'esperimento in cui si offrì per contribuire dando la propria mappa genetica per trovare una cura alla distrofia muscolare. Tuttavia collegando le parole di Nunotaba a quelle sentite dagli studenti, decide di trovare la verità e si prepara per entrare nel laboratorio in cui si sviluppò il progetto. Altrove Ruiko si mostra demoralizzata dal fatto che la sua amica Eri Haruee abbia trovato più carte prepagate e Kuroko si preoccupa del fatto che Mikoto non sia ancora rientrata al dormitorio e continua a coprirla dai controlli dell'ispettrice del dormitorio. In piena notte Misaka si intrufola nel laboratorio senza farsi notare grazie ai suoi poteri elettrici e, quando una guardia stava per scoprirla, scatta l'allarme e ciò le permette di riuscire ad entrare nelle stanze dove si tenne il progetto. Entrata Misaka scopre come la sua mappa genetica sia servita a creare dei cloni, nel tentativo di emulare individui di Livello 5. Tuttavia i vari cloni non superavano il terzo Livello e secondo i calcoli del più potente computer della Città-Studio, Tree Diagram, il progetto fu interrotto. Mikoto ritiene quindi che in fondo non siano mai stati diffusi i suoi cloni e quindi se ne va. Quando sta per andarsene, nello stesso momento un ospite giunge lì accompagnato da una guardia: si tratta di una delle Sisters, cloni di Misaka, venuta a distruggere i dati del progetto Radio Sister Noise. |                   |         |
| 28       | 4  | Sisters 「妹達 (シスターズ)」 - Shisutāzu | 3 maggio 2013     |         |
| 28       | 4  | Il giorno dopo le indagini sul piano Radio Sister Noise, Mikoto si comporta in modo più strano e gentile del solito con le sue amiche, che si insospettiscono. Mentre stanno mangiando in un locale, Saten punta nuovamente l'attenzione sulla storia dei cloni creati da un ESPer di Livello 5 e Mikoto afferma di non credere a tale leggenda, chiedendo invece alle altre cosa farebbero se avessero loro dei cloni. Lei stessa afferma di non saperlo. Il giorno seguente le sue amiche sono occupate e quindi Mikoto decide di girare per la Città-Studio per svagarsi. Incontra un gruppo di studenti delle elementari che in precedenza aveva aiutato (vedi episodio 6). Dopo aver trascorso quasi tutta la giornata con loro, sente improvvisamente un impulso elettrico. Quindi corre verso l'origine di tale impulso e incontra una delle Sisters. Nel corso dell'episodio viene mostrato un evento di tre mesi prima: due scienziati portano alla luce e preparano per il contatto con il mondo esterno la Misaka numero 9982. |                   |         |
| 29       | 5  | Progetto raggiungimento del livello 6 「絶対能力進化計画 (レベル6 シフト けいかく)」 - Reberu 6 Shifuto keikaku | 10 maggio 2013    |         |
| 29       | 5  | Dopo averla aiutata controvoglia a salvare un gattino da un albero, Mikoto cerca di interrogare Misaka 9982 ma non riesce a scoprire molto in quanto non è in grado di decifrare una parola in codice. Decide così di seguirla in giro nel caso in cui ritorni alla sua base operativa, dove finiscono per svolgere alcune attività sorprendentemente da sorelle. Una volta calata la sera, mentre Misaka 9982 fa notare che non sta tornando al luogo in cui era stata creata, Mikoto finisce per farla andare via dopo averle inavvertitamente dato il distintivo Gekota che aveva vinto in precedenza. Dopo aver ricevuto un aiuto da Kazari nel decifrare la parola in codice, Mikoto è inorridita nell'apprendere del Progetto Shift del Livello 6, in cui 20.000 Sisters del Progetto Radio Noise devono essere uccise in 20.000 battaglie per far evolvere il più potente ESPer di Livello 5 della Città Accademia, Accelerator, portandolo così al Livello 6. Nel frattempo, Misaka 9982 si impegna nella sua battaglia assegnata con il suddetto Accelerator, ritrovandosi impotente contro le sue capacità riflessive. Fuggendo in una stazione ferroviaria, tenta un attacco furtivo al suo avversario usando una mina piantata nel terreno, tuttavia questi sopravvive e le strappa una gamba. Mikoto arriva sul luogo, solo per guardare inorridita Accelerator mentre schiaccia a morte Misaka 9982 con un treno, mandando Mikoto su tutte le furie. |                   |         |
| 30       | 6  | Io... posso vederle tutte 「あたし・・・みんなのこと見えているから」 - Atashi... minna no koto miete irukara | 17 maggio 2013    |         |
| 30       | 6  | Mikoto scatena la sua rabbia contro Accelerator, che deduce rapidamente che si tratti dell'originale, mentre la ragazza si arrabbia ulteriormente vedendo la gamba strappata di Misaka 9982 e sentendo le ragioni egoistiche di Accelerator per partecipare all'esperimento. Tuttavia, anche i suoi attacchi più potenti si riflettono semplicemente su di lei. Proprio in quel momento, il combattimento viene interrotto dall'arrivo di dozzine di altre Sisters, che chiedono ad Accelerator di smettere di combattere Mikoto per evitare di annullare i calcoli della prova a cui sono sottoposte. Mentre Accelerator si congeda, Mikoto non si sente a suo agio nel sentire che le Sisters si riconoscono come nient'altro che delle cavie. Dopo una notte agitata, Mikoto viene avvicinata da Shinobu, che spiega perché ha scelto di opporsi all'esperimento. Essendo stata richiamata dal Progetto Radio Noise per assistere al Progetto Shift del Livello 6, Shinobu ha avuto modo di vedere il lato sensibile di una delle Sisters ed è diventata incapace di vederle come qualcosa di diverso da un qualsiasi essere umano. Dopo aver sentito questo, Mikoto decide di distruggere le strutture coinvolte nell'operazione, mantenendolo segreto a Kuroko e le altre. |                   |         |
| 31       | 7  | Io... vorrei aiutarti, mia carissima sorella 「お姉さまの力になりたいですの」 - Onee-sama no chikara ni naritai desu no | 24 maggio 2013    |         |
| 31       | 7  | Eliminando il maggior numero di strutture coinvolte nel Progetto Livello 6 attraverso una guerra elettronica prima di essere esclusa dalle loro linee di comunicazione, Mikoto inizia a passare diverse notti ad attaccare direttamente le altre strutture. Kuroko, che ha iniziato a preoccuparsi sempre più per il fatto che Mikoto sta sempre fuori di notte, si imbatte in un gruppo di ragazze che stanno cercando una "carta fortunata", basata su una leggenda metropolitana generata dall'incidente con il bancomat. Il giorno dopo, Kuroko incontra una ragazza, Minori, che salva dall'essere investita da un'auto durante la sua ricerca, e questa spiega che voleva trovare un oggetto fortunato per la sua amica che dovrà trasferirsi a breve. Dopo aver sottolineato che le carte bancomat sarebbe fuori questione poiché dovrebbero essere prese in custodia dal Judgment, Konori suggerisce di cercare invece un quadrifoglio. Durante la loro ricerca, Kazari e Ruiko riescano a rassicurare Kuroko che Mikoto apprezzava sicuramente i suoi sforzi, proprio come loro. Sia Kuroko che Minori trovano dei quadrifogli, e la prima tiene il suo decidendo di aspettare Mikoto per aiutarla quando ne avrà bisogno. Nel frattempo, mentre Mikoto riesce a ridurre a due le strutture rimanenti, Kites Knockraven, uno dei più alti nel progetto, prepara un contropiano. |                   |         |
| 32       | 8  | ITEM 「ITEM (アイテム)」 - Aitemu | 31 maggio 2013    |         |
| 32       | 8  | Con solo due strutture rimaste, Knockraven fa appello ai servizi della squadra di mercenari ITEM. Mentre Mikoto si infiltra in una di queste strutture, si ritrova contro uno dei suoi membri, Frenda Seivelun, che le causa problemi usando un nastro infiammabile e delle bambole di pezza contenenti delle bombe. Nel frattempo, Shinobu arriva all'altra struttura rimanente, dove stanno tentando di trasportare i dati mentre l'altra struttura viene attaccata. Mikoto insegue Frenda che, dopo una serie di attacchi falliti, riempie la stanza di azoto, bleffando che si trattava di un gas esplosivo per impedire a Mikoto di usare la sua elettricità contro di lei. Tuttavia, Mikoto, rifiutandosi di arrendersi così facilmente ed essere uccisa, riesce a contrattaccare Frenda, arrivando a scoprire il suo bluff. Mentre Mikoto cerca di interrogare Frenda, che non è in grado di rispondere perché ha la lingua indolenzita a causa delle scariche elettriche lanciate dalla sua avversaria, viene improvvisamente attaccata dalla leader della ITEM nonché la quarta ESPer di Livello 5, Shizuri Mugino. |                   |         |
| 33       | 9  | AIM Stalker 「能力追迹 (AIMストーカー)」 - AIM sutōkā | 7 giugno 2013     |         |
| 33       | 9  | Mikoto tenta di fuggire dagli attacchi di Shizuri, il che si rivela difficile a causa del terzo membro della ITEM, Rikō Takitsubo, che usa la sua abilità AIM Stalker per aiutare Shizuri e Frenda a portare a termine i loro attacchi alla sua posizione. Nel frattempo, Shinobu, che sapeva che Mikoto non avrebbe dovuto portare il suo fardello da sola, si intrufola nel seminterrato della struttura dove sono detenute le Sisters in un'incubatrice, sperando di installare delle emozioni in tutte le Sisters rimanenti tramite il Misaka Network, sperando così di indurre le organizzazioni a sospendere gli esperimenti. Tuttavia, viene arrestata dal quarto membro della ITEM, Saiai Kinuhata, che stava sorvegliando l'edificio nel caso in cui un secondo membro fosse coinvolto negli attacchi. Shinobu riesce comunque a far installare il programma, ma viene improvvisamente bloccato da un codice di errore imprevisto. Shinobu spara con una pistola a Saiai per salvarsi, ma il suo attacco fallisce a causa dell'abilità Offense Armor di Saiai e viene presa in custodia. Nell'altra struttura, Mikoto abbastanza indebolita è costretta a usare la sua capacità per deviare l'attacco Meltdowner di Shizuri, facendole capire qual è la vera identità dell'intruso. Dopo aver scoperto che sta affrontando la terza ESPer di Livello 5, Shizuri decide di mandare via Frenda ferita e Rikō esausta in modo che possa sistemare personalmente le cose con Mikoto. |                   |         |
| 34       | 10 | Meltdowner 「原子崩し (メルトダウナー)」 - Merutodaunā | 14 giugno 2013    |         |
| 34       | 10 | Trovandosi faccia a faccia con Shizuri, Mikoto usa alcune delle bambole esplosive che Frenda ha inavvertitamente lasciato per compensare i suoi poteri indeboliti. Shizuri combatte queste bambole usando dei frammenti di silicio per dividere i suoi laser, ma Mikoto riesce a metterla fuori combattimento con una delle bambole rimanenti. Dopo aver trovato e distrutto la banca dati dell'edificio, Mikoto si ritrova a scappare da una Shizuri arrabbiata. Fuggendo su un ponte, Mikoto riesce ad avere la meglio su Shizuri usando il nastro infiammabile di Frenda per far crollare il passaggio sotto di lei e farla cadere. Mentre Mikoto corre via, Shizuri riesce ad entrare in possesso delle informazioni riguardanti il Progetto Shift del Livello 6 da un membro dello staff e decide che sarebbe più divertente lasciare che Mikoto soffra piuttosto che ucciderla. Il giorno successivo, Mikoto indaga sulla struttura rimanente, solo per trovarla completamente abbandonata, presumibilmente per via della bancarotta. Credendo che gli esperimenti siano finalmente terminati, Mikoto incontra Tōma Kamijō vicino ai distributori automatici. |                   |         |
| 35       | 11 | Il distributore automatico 「自動販売機」 - Jidō hanbaiki | 21 giugno 2013    |         |
| 35       | 11 | Mikoto si imbatte in Tōma, che sembra avere difficoltà a ricordare chi sia, e vandalizza un distributore automatico per tirare fuori delle bevande per compensare i soldi che gli aveva mangiato la macchinetta. Kuroko arriva sulla scena e, nonostante non sia contenta della presenza di un presunto "fidanzato", si sente sollevata dal fatto che Mikoto sembra essere tornata allegra e se ne va. Tuttavia, la gioia di Mikoto è di breve durata quando un'altra Sister, Misaka 10031, le appare davanti, dicendole in privato che gli esperimenti sono ancora in corso. Inorridita nell'apprendere che le Sisters sono morte a causa sua, Mikoto finisce per urlare a Misaka 10031 per averle ricordato Misaka 9982. In seguito, scoprendo che innumerevoli altre strutture hanno raccolto l'esperimento, Mikoto si rende conto che il suo nemico è la stessa Città Accademia. Nel frattempo, Accelerator ricorda come è stato avvicinato per la prima volta al Progetto Shift del Livello 6. Decidendo che avrà bisogno di fare qualcosa di drastico per fermare la serie di test, Mikoto si sente sollevata dal fatto che Kuroko avrebbe comunque svolto il suo dovere di ufficiale di Judgment se fosse stata etichettata come criminale per aver fatto qualcosa di sconsiderato. |                   |         |
| 36       | 12 | Tree Diagram 「樹形図の設計者 (ツリーダイアグラム）」 - Tsurii Daiaguramu | 28 giugno 2013    |         |
| 36       | 12 | Mikoto decide di hackerare e distruggere il Tree Diagram, il supercomputer responsabile dei calcoli dell'esperimento, nella speranza di poterli fermare una volta per tutte. Nel frattempo, Tōma incontra Misaka 10032, che lo costringe ad aiutarla a prendersi cura di un gattino abbandonato che aveva trovato. Mentre Tōma entra in una libreria per cercare un libro che lo aiuti con il suo gatto, Misaka 10032 va ad osservare Accelerator mentre inizia la sua battaglia programmata con Misaka 10031. Arrivando al centro di controllo del Tree Diagram, sperando di hackerare il computer ordinandogli di interrompere l'esperimento, Mikoto è confusa nel trovarlo quasi privo di sicurezza, ma anche completamente abbandonato. Dopo aver hackerato il sistema, rimane inorridita nello scoprire la verità, ovvero che il Tree Diagram era stato distrutto da mesi, e che nonostante ciò gli esperimenti sarebbe continuati a prescindere. |                   |         |
| 37       | 13 | Accelerator 「一方通行 (アクセラレータ)」 - Akuserarēta | 5 luglio 2013     |         |
| 37       | 13 | Mikoto cade nella disperazione, rendendosi conto che con il Tree Diagram distrutto, non ha modo di fermare gli esperimenti. Cerca così di aggrapparsi alla sua causa distruggendo senza pietà un'altra struttura, ma perde ogni speranza quando vede un video in diretta di Misaka 10031 che viene uccisa da Accelerator. Mentre Accelerator ricorda il suo primo esperimento e la prima volta che ha ucciso una Sister, Tōma scopre il cadavere di Misaka 10031 e chiama l'Anti-Skill per investigare, ma quando questi arrivano il corpo è sparito, rimanendo senza alcuna prova per dimostrare l'accaduto. Dopo che gli uomini dell'Anti-Skill se ne sono andati, Misaka 10032 appare davanti a Tōma, il quale viene a conoscenza della vera natura delle Sisters. Dopo questa scoperta, Tōma si dirige verso i dormitori della Tokiwadai per cercare di ottenere alcune risposte da Mikoto, che allo stesso tempo sta contemplando la sua ultima risorsa. |                   |         |
| 38       | 14 | La promessa 「約束」 - Yakusoku | 12 luglio 2013    |         |
| 38       | 14 | Tōma arriva ai dormitori della Tokiwadai, dove viene accolto con riluttanza da Kuroko, che decide di lasciarlo aspettare il ritorno di Mikoto. Quando il supervisore del dormitorio passa per un'ispezione, Kuroko è costretta a nascondere Tōma sotto il letto di Mikoto a causa del suo Imagine Breaker che nega la sua abilità di teletrasporto. Lì, trova dei documenti relativi al Progetto Shift del Livello 6 infilati all'interno di un orsacchiotto, scoprendo che l'esperimento di Misaka 10032 sarà il prossimo. Tōma fugge così dal luogo in cui si trova e segue una scia di mulini a vento che lo conducono a un ponte dove alla fine trova Mikoto e la affronta per la questione riguardo agli esperimenti. Con tutti gli altri suoi sforzi falliti, Mikoto è convinta che lasciarsi uccidere da Accelerator sia l'unico modo per fermare i test, dimostrando che non era all'altezza delle aspettative del Tree Diagram. Tuttavia, Tōma, sostiene che così facendo non salverà nessuno e perciò decide di ostacolarla, rifiutandosi di contrattaccare o addirittura difendersi dai fulmini scagliati da Mikoto. Le emozioni di Mikoto si trasformano presto in una grande onda d'urto di cui Tōma si fa carico, aiutandola a vedere la sua determinazione. Dopo aver ripreso conoscenza ed essere stato accolto da una Mikoto in lacrime, a Tōma viene l'idea che se come Livello 0 fosse in grado di sconfiggere Accelerator di Livello 5 in un combattimento e dimostrare che era effettivamente debole, l'intera base per gli esperimenti sarebbe andata in pezzi. Nonostante l'obiezione di Mikoto, Tōma si dirige verso il luogo in cui si sta svolgendo il duello di Misaka 10032. |                   |         |
| 39       | 15 | Touma Kamijou 「最弱 (かみじょうとうま)」 - Kamijō Tōma | 19 luglio 2013    |         |
| 39       | 15 | Nonostante le sue ferite, Tōma arriva nel luogo in cui stanno combattendo Accelerator e Misaka 10032 e afferma il suo fermo desiderio di salvare la Sister, dicendo che anche se è un clone, c'è solo una di lei al mondo. All'inizio della loro lotta, Tōma inizialmente si scontra con Accelerator mentre questi lancia dei proiettili contro di lui e scatena un'esplosione di polveri. Tuttavia, Accelerator rimane scioccato quando Tōma riesce a dargli un pugno con la mano destra senza essere influenzato dalla sua abilità, cogliendo di sorpresa anche Mikoto, che si era precipitata anche lei sulla scena. Irritato, Accelerator inizia a usare la sua capacità di manipolare il vento, creando un enorme uragano che infligge molti danni a Tōma. Mikoto tenta di seguire il suo piano originale per salvare Tōma, solo per rendersi conto che sarebbe stato inutile vedendo Accelerator usare il suo potere per creare una tempesta di plasma che avrebbe spazzato via tutto nell'area circostante. Rendendosi conto di cosa poteva fare per fermarlo, Mikoto va da Misaka 10032 e implora il suo aiuto per proteggere il sogno di Tōma. Mossa da queste parole, Misaka 10032 usa il Misaka Network per comandare alle altre Sisters nella Città Accademia di manipolare i mulini a vento della città con la loro elettricità, influenzando il vento e interrompendo i calcoli di Accelerator, impedendogli di stabilizzare il plasma. Mentre Mikoto si prepara a resistere ancora una volta contro Accelerator, Tōma raccoglie le forze per alzarsi in piedi. |                   |         |
| 40       | 16 | Sorelle unite 「姉妹」 - Shimai | 26 luglio 2013    |         |
| 40       | 16 | Accelerator vuole sapere il motivo per cui Mikoto sta proteggendo Misaka 10032, e questa le risponde semplicemente perché era sua sorella. Prima che Accelerator possa tentare di ucciderli, Tōma riesce a riprendere l'equilibrio e usa il resto delle sue forze per mettere fuori gioco Accelerator con un pugno finale. Mentre perde conoscenza, Accelerator si rende conto che il motivo per cui voleva diventare un Livello 6 in primo luogo era per non dover più ferire nessuno. Dopo che gli esperimenti sono stati annullati a causa della sconfitta di Accelerator, Mikoto si reca in ospedale per visitare Tōma, che le assicura che anche se molte Sisters sono morte, è stato soprattutto grazie a lei che sono nate. Successivamente, Mikoto fa una passeggiata con Misaka 10032, dove giocano con un'altra coppia di Sisters al parco giochi e pensano al futuro che le attende. Il giorno dopo, Mikoto prende in prestito la cucina di Ruiko per preparare dei biscotti fatti a mano per Tōma come ringraziamento per il suo aiuto. Nonostante non abbia avuto l'opportunità di darglieli, Mikoto si sente soddisfatta quando finalmente la chiama con il suo vero nome. |                   |         |
| 41       | 17 | Gruppo di studio 「勉強会」 - Benkyō-kai | 2 agosto 2013     |         |
| 41       | 17 | Quando il supervisore del dormitorio le chiede di spiegare le sue assenze, Mikoto bleffa dicendo che stava tenendo delle sessioni di studio con le sue amiche. Mentre Ruiko organizza un incontro in modo da poter scoprire chi fosse il ragazzo per cui Mikoto aveva preparato i biscotti dell'altro giorno, Kuroko incontra di nuovo Minori prima di essere trascinata da Mitsuko Kongō in un negozio di animali. Nel frattempo, Mikoto fa visita a Heaven Canceller per conoscere lo stato delle Sisters, scoprendo che verranno riconfigurate in modo che possano vivere più a lungo della durata originariamente prevista di due anni. Mentre Mikoto e Kuroko si ritrovano in un ristorante per famiglie, incontrano Shizuri e Frenda, che portano a una discussione imbarazzante tra Kuroko e Frenda sulle loro rispettive partner, che viene inevitabilmente seguita da una punizione esplosiva. Dopo aver fatto una festa a base di nabe con tutte quante, Kuroko si sente sollevata nel vedere Mikoto spensierata come prima. |                   |         |
| 42       | 18 | Il trasloco 「お引越し」 - O hikkoshi | 16 agosto 2013    |         |
| 42       | 18 | Una misteriosa organizzazione sovrintende all'ITEM mentre combattono contro un gruppo di mech. Il giorno successivo, Mikoto e le sue amiche visitano Banri, che presto sarà dimessa dall'ospedale e si trasferirà in un appartamento con Erii, che di conseguenza dovrà lasciare quello di Kazari. Mentre il gruppo discute sul da farsi, Kuroko e Kazari rivelano che il Judgment sarà in servizio per l'imminente mostra dell'assemblea delle ricerche dell'Accademia, alla quale parteciperanno i migliori studenti del luogo. Nel frattempo, Mitsuko usa il suo potere per fermare un borseggiatore, ma viene poi rimproverata da un uomo particolare per le sue azioni. Mentre il gruppo si riunisce per festeggiare il congedo di Banri, Kuroko e Kazari vengono chiamate a svolgere i loro doveri come membri di Judgment quando i segnali stradali della città si spengono improvvisamente. Dopo aver terminato i suoi doveri, Kazari dà una scatola di taiyaki a Erii, come ricordo di quando ha detto per la prima volta della sua capacità di preservare la temperatura all'amica, e le due si salutano in lacrime. Mentre il gruppo fa una deviazione verso casa, si imbatte in una curiosa ragazza dai capelli bianchi di nome Febri, che sembra conoscere Mikoto. Nel frattempo, la misteriosa organizzazione dà inizio al suo prossimo piano per mostrare il potere che hanno contro gli ESPer. |                   |         |
| 43       | 19 | L'assemblea delle ricerche dell'Accademia 「学園都市研究発表会」 - Gakuen toshi kenkyū happyōkai | 23 agosto 2013    |         |
| 43       | 19 | Le ragazze non riescono a ricavare altre informazioni da Febri, che sembra essere un po' cauta con Mikoto e prende in simpatia Ruiko. Dopo che Febri ha trascorso una notte con Ruiko nell'appartamento di Kazari, il gruppo, credendo che Febri sia un Child Error, fa in modo che venga trasferita all'orfanotrofio nel Parco Asunaro in una settimana. Mentre si dirigono verso il luogo in cui si terrà la mostra dell'assemblea delle ricerche dell'Accademia, Ruiko dedica del tempo a Mikoto per andare d'accordo con Febri da sola. Quando Febri si allontana mentre Mikoto non la sta guardando, l'uomo misterioso del giorno prima la vede e manda alcuni robot della sicurezza al suo inseguimento. Fortunatamente, Mikoto riesce a salvare Febri, che si scusa per averla fatta preoccupare e finisce per accettarla. Ora che Mikoto è coinvolta, l'uomo e i suoi colleghi decidono di includerla nei loro esperimenti. |                   |         |
| 44       | 20 | Febri 「フェブリ」 - Feburi | 30 agosto 2013    |         |
| 44       | 20 | Mentre Yomikawa diventa curiosa di sapere come funzionano i robot di sicurezza senza batterie, Konori porta Mikoto e le altre ai bagni pubblici, dove Mikoto lascia che Febri tenga il suo raro pupazzo da dito Gekota rosa della sua collezione. Mentre tornano a casa, le ragazze finiscono per fare una deviazione verso un magazzino, dove vengono attaccate da un mech. Mentre Mikoto combatte contro il macchinario, che sembra resistente alla sua elettricità, il suo nemico smette improvvisamente di funzionare quando si avvicina a Febri, permettendo così a Mitsuko di sconfiggerlo con la sua abilità Aero Hand. Dopo che Mikoto ha scoperto che il mech era senza pilota, Febri inizia ad avere la febbre e viene ricoverata in ospedale. Nel frattempo, viene mostrato che Shinobu sta lavorando con il GROUP che sta prendendo di mira Febri per una qualche misteriosa ragione. Di ritorno all'ospedale, Mitsuko informa gli altri su come lei, Kinuho Wannai e Maaya Awatsuki sono venute a sapere che l'uomo di prima stava tentando di "reclamare" Febri. La mattina dopo, mentre Febri sembra riprendersi completamente, Heaven Canceller informa Mikoto in privato che la bimba è in realtà un umano artificiale. |                   |         |
| 45       | 21 | Oscurità 「闇」 - Yami | 6 settembre 2013  |         |
| 45       | 21 | Heaven Canceller spiega a Mikoto che il corpo di Febri continua a secernere un veleno, richiedendole di nutrirsi con degli speciali lecca-lecca per neutralizzarlo, lasciando Mikoto arrabbiata per il fatto che un'altra perfida organizzazione stia eseguendo degli esperimenti contorti. Pur mantenendo questo segreto alle altre, Mikoto si imbatte in Misaka 10032 che, avendo visitato Febri la notte precedente, la informa che la bambina voleva incontrare sua sorella maggiore. Rivela anche che Febri ha acquisito la sua conoscenza tramite il Testamento, portando Mikoto a credere che Shinobu sia coinvolta in qualche modo nella vicenda. Dopo aver ricevuto una chiamata da Mitsuko sull'importanza di fidarsi degli amici, Mikoto si rende conto che non dovrebbe fare tutto da sola e così decide di informare Kuroko e le altre sulle reali condizioni di Febri, rimanendo sorpresa e sollevata nello scoprire che sono più che disposte ad aiutarla. Mentre Mikoto e le sue amiche cercano di trovare indizi relativi a Febri, Yomikawa dà a Mikoto una capsula trovata nella tuta mech senza pilota. Heaven Canceller esamina l'oggetto che contiene una ciocca di capelli simile a quella della bambina, forse appartenente a sua sorella. Tuttavia, rivela anche a Mikoto che Febri ha abbastanza lecca lecca per sopravvivere per altre 72 ore. Così Mikoto decide di affrontare ancora una volta l'oscurità della Città Accademia per salvare Febri, Heaven Canceller le fa incontrare qualcuno che ha familiarità con il movimento clandestino, ovvero Therestina Kihara Lifeline. |                   |         |
| 46       | 22 | STUDY 「STUDY」 | 13 settembre 2013 |         |
| 46       | 22 | Nonostante sia stata derisa da Therestina, Mikoto si rifiuta di andarsene finché non ottiene informazioni per salvare Febri. Therestina rivela con esitazione che Febri è un essere umano artificiale chiamato Chemicaloid, che i suoi creatori avrebbero presentato all'assemblea delle ricerche dell'Accademia. Mikoto se ne va e racconta alle altre le condizioni della bimba. Mitsuko, Kinoho e Maaya aiutano Kazari a identificare l'uomo misterioso, il quale si rivela essere Haruki Aritomi, un vincitore di lunga data dell'assemblea delle ricerche dell'Accademia. Kazari scopre che Aritomi e altri studenti che vengono considerati dei geni hanno formato la STUDY Corporation e hanno acquistato una fabbrica, che Kazari sospetta sia il luogo dove furono create Febri e i suoi lecca-lecca. Mikoto si dirige alla fabbrica, vede i mech da combattimento dell'ITEM inviati dalla STUDY e percepisce per caso che i macchinari sono controllati tramite una forma di psicogenesi dalle capsule contenute al loro interno. Dopo che l'ITEM se ne è andata, Mikoto entra nella fabbrica e trova Shinobu, che aveva insegnato a Febri come dire il nome di Mikoto in modo che fosse protetta da quest'ultima. Shinobu fornisce a Mikoto i dati per creare più lecca lecca neutralizzanti, ma scopre da Aritomi che le informazioni sono false, in quanto quest'ultimo sospettava che Shinobu fosse una traditrice e perciò le aveva dato delle informazioni errate. Aritomi ordina a Shinobu di iniettare a Mikoto un tranquillante in cambio dei dati del vero neutralizzatore, ma dopo che Shinobu esegue questo compito, Aritomi non rispetta la parola data e distrugge i dati. Alla fine Febri si rivela essere un ricambio per il suo vero progetto, Janie. |                   |         |
| 47       | 23 | L'alba di una rivoluzione (Silent Party) 「革命未明 (Silent Party)」 - Kakumei mimei (Silent Party) | 20 settembre 2013 |         |
| 47       | 23 | Aritomi rivela di aver avviato il Progetto Chemicaloid, che ha portato alla creazione di Janie e Febri per via dell'odio provato nei confronti degli ESPer che ottenevano fama e riconoscimento per le loro gesta mentre gli intellettuali come lui venivano ignorati. Per mostrare finalmente il loro potere, la STUDY ha trovato un modo per produrre ESPper in serie che porteranno l'indomani a una rivoluzione nella Città Accademia. Più tardi, Shinobu spiega a Mikoto come è stata venduta alla STUDY dopo essere stata catturata dall'ITEM ed è stata costretta a lavorare sui Chemicaloid, che sono nati dalla sua ricerca, diventando determinata a salvarli. Usando la sua stessa elettricità per contrastare la paralisi nel suo corpo, Mikoto assicura Shinobu che non deve affrontare il problema completamente da sola. Kuroko e le altre arrivano sul luogo per salvare Mikoto, mentre Shinobu sceglie di rimanere indietro per fare la sua parte. Dopo aver appreso che 20.000 mech, controllati dall'abilità Diffusion Ghost di Janie, si sarebbero intrufolati nell'assemblea delle ricerche dell'Accademia, senza che l'Anti-Skill potesse interferire, le ragazze iniziano i preparativi per salvare Shinobu, Febri e Janie. La mattina seguente, Kuroko, Kazari, Ruiko, Konori, Mitsuko, Kinoho e Maaya partono per affrontare i mech, mentre Mikoto e Febri si dirigono alla ricerca di Janie. |                   |         |
| 48       | 24 | Una festa eterna 「Eternal Party」 | 27 settembre 2013 |         |
| 48       | 24 | L'intero Judgment si unisce a Kuroko e le altre nella lotta contro i mech della STUDY. Nel frattempo, Mikoto e Febri arrivano alla base nascosta della STUDY che è collocata in uno stadio, combattendo contro i mech che Aritomi invia contro di loro. La STUDY risponde inviando un segnale per interrompere le comunicazioni di tutti e inviando mech più avanzati ad affrontare ogni gruppo. Tuttavia, superano questo problema grazie a Erii e Banri che creano una rete di telepati, con Kazari e Ruiko che pilotano il proprio robot che il padre di Mitsuko ha inviato per loro, mentre l'ITEM aiuta a distruggere i macchinari inviati a Mikoto. Mikoto e Febri arrivano presto alla base sotterranea, dove Aritomi, non avendo altri piani per fermarla, ricorre all'avvio della fase finale in cui rivela la sua arma segreta: un missile a grappolo dallo spazio contenente il Diffusion Ghost che distruggerà la Città Accademia e tutti i suoi abitanti, provocando una reazione a catena con i campi AIM della città. Aritomi tenta di suicidarsi, ma viene fermato da Mikoto, che è determinata a salvare tutti. Con l'assistenza delle Sisters, Mikoto cavalca il mech di Mitsuko e si lancia nell'atmosfera, usando il robot come munizione per creare un enorme railgun per distruggere il missile. Dopo aver liberato Janie dal controllo della STUDY e averla fatta riunire con Febri, a cui vengono dati altri lecca lecca neutralizzanti, Shinobu ha in serbo dei piani per portare le gemelle in una struttura di ricerca all'estero per curare le loro attuali condizioni. Dopo aver salutato Shinobu e le gemelle, Mikoto e il suo gruppo discutono della loro prossima vacanza. |                   |         |
| Bonus    | -  | 「大事なことはぜんぶ銭湯に教わった」 - Daiji na koto wa zenbu sentō ni osowatta – "Tutte le cose importanti che ho imparato in un bagno pubblico" | 27 marzo 2014     |         |
| Bonus    | -  | Mentre il bagno pubblico locale rischia la chiusura, Mii chiede l'aiuto di Mikoto, Kuroko, Kazari e Ruiko per promuovere l'interesse delle persone, inventando un "bagno elettrico" alimentato da Mikoto per attirare più clienti. All'inizio, i bagni diventano un successo che attira l'attenzione di Erii, Mitsuko, Wannai, Atsuki, Yomikawa, Tsuzuri, Komoe, Shizuri, Frenda, Saiai, Rikō e il supervisore del dormitorio. Tuttavia, il luogo viene quasi rovinato dopo che Kuroko aggiunge troppo bagnoschiuma in uno dei suoi piani per sedurre Mikoto. Dopo che i clienti sono tornati a casa, le ragazze festeggiano facendo il bagno e bevendo latte. |                   |         |

### A Certain Scientific Railgun T(2020)
| Nº serie | Nº | Titolo italiano Giapponese 「Kanji」 - Rōmaji | In onda           | In onda |
| Nº serie | Nº | Titolo italiano Giapponese 「Kanji」 - Rōmaji | Giapponese        |         |
| 49       | 1  | ESPer - Livello 5 「超能力者」 - Chō-nōryoku-sha (Reberu Faibu) | 10 gennaio 2020   |         |
| 49       | 1  | In vista del Grande Festival delle Stelle Conquistatrici, Mikoto Misaka, insieme ad altri ESPper di Livello 5, viene avvicinata con l'offerta di occuparsi del giuramento degli atleti durante la cerimonia di apertura del festival. Nel frattempo, quando scoppia una rissa tra le squadre tifose per l'uso del palco principale, Kazari Uiharu interviene per cercare di fermarli. Questo attira l'attenzione del settimo ESPer di Livello 5, Gunha Sogiita, che finisce per causare più danni che benefici con la sua potente ma sconosciuta abilità. Mentre Kazari e Ruiko Saten cercano di salvare i civili, Mikoto interviene per proteggerli dalle macerie. Alla fine, poiché l'offerta viene declinata da Accelerator, Teitoku Kakine (il secondo ESPer di Livello 5), Shizuri Mugino e Mikoto, i ruoli di rappresentanza vengono dati a Gunha e Misaki Shokuhō, quest'ultima dei quali mostra interesse per le Sisters. |                   |         |
| 50       | 2  | Il Grande Festival delle Stelle Conquistatrici 「大覇星祭」 - Daihaseisai | 17 gennaio 2020   |         |
| 50       | 2  | Dopo un'improvvisazione esplosiva di Gunha, il Grande Festival delle Stelle Conquistatrici inizia con una corsa a tre gambe, con Mitsuko Kongō che fa coppia con Mikoto al posto dell'infortunata Kuroko Shirai. Mentre Mikoto va a cambiare il suo vestito dopo aver vinto la sua gara, Misaka #10032 viene scambiata per Mikoto e portata a prendere parte al prossimo evento della Tokiwadai, Balloon Hunter, dove qualcuno ha gli occhi puntati su di lei. |                   |         |
| 51       | 3  | Balloon Hunter 「バルーンハンター」 - Barūn Hantā | 24 gennaio 2020   |         |
| 51       | 3  | La Tokiwadai inizia l'evento Balloon Hunter contro la scuola avversaria, che ottiene un vantaggio iniziale grazie alle informazioni sugli ESPer della Tokiwadai fornite dall'agente dei MEMBER Yoshio Baba. Credendo che Misaka #10032 sia Mikoto, Yoshio manda i suoi compagni di squadra a unirsi a lei mentre invia una zanzara robotica per iniettarle un nanodispositivo. Dopo che l'evento si è concluso con la sconfitta della Tokiwadai, Mikoto va a pranzare con sua madre Misuzu Misaka, litigando con Tōma Kamijō e Misaki mentre bevevano qualcosa, mentre Ruiko e Kazari decidono di cercare un metallo noto come Shadow Metal. Nel frattempo, Misaka #10032 crolla a terra per via del nanodispositivo inserito all'interno del suo corpo, a quel punto viene trovata da Misaki. |                   |         |
| 52       | 4  | Contraffazione 「改竄」 - Kaizan | 31 gennaio 2020   |         |
| 52       | 4  | Mikoto si precipita a salvare Ruiko che era andata a cercare uno dei terreni inutilizzati durante le gare per rinvenire il Shadow Metal, ma viene messa con le spalle al muro da alcuni uomini . Poco dopo però si scopre che queste persone erano semplicemente degli agenti di sicurezza che stavano svolgendo regolarmente il loro lavoro. Nel frattempo, Kazari usa le sue abilità di hacker per scoprire il sito da cui Ruiko ha sentito le voci riguardanti il Shadow Metal, tenendo per sé ciò che ha scoperto. Il giorno dopo, Mikoto viene a conoscenza che Misaka #10032 è scomparsa, così parte alla sua ricerca venendo poi a sapere che era stata portata via da un'ambulanza i cui autisti erano stati manipolati da Misaki. Dopo non essere riuscita a ottenere alcuna risposta dagli autisti, Mikoto viene sorvegliata contro il suo volere dalla cricca di Misaki prima di scoprire che a Kuroko, Ruiko e Kazari sono stati rubati i loro ricordi dalla stessa Misaki. |                   |         |
| 53       | 5  | Fiducia 「信頼」 - Shinrai | 7 febbraio 2020   |         |
| 53       | 5  | Mitsuko, la quale è stata in grado di riconoscere che Misaka #10032 non era l'originale, apprende da Mikoto delle malefatte di Misaki e decide di cercare la Sister al suo posto. Trovando un gatto sulla scena della scomparsa di Misaka #10032, Mitsuko scopre che apparteneva alla Sister e lo riferisce a Kinuho Wannai, che va a chiamare un'altra ESPer che in grado di comprendere gli animali. La vicenda però attira l'attenzione di Yoshio, che invita Mitsuko a seguirla portandola in una zona appartata e poi la fa attaccare da un gruppo di cani robotici. Yoshio riesce a colpire Mitsuko con un nanodispositivo disabilitante, ma viene salvata dall'arrivo di Kinuho e Maaya Awatsuki, che chiedono a Ruiko di badare a Mitsuko e al gatto mentre affrontano il loro avversario. |                   |         |
| 54       | 6  | Inizia la battaglia 「開戦」 - Kaisen | 14 febbraio 2020  |         |
| 54       | 6  | Yoshio usa l'esca della nanomacchina, che potrebbe essere usata per aiutare Mitsuko, per dividere Kinuho e Maaya. Nel frattempo, Ruiko porta Mitsuko all'ospedale, dove Mikoto scopre le sue condizioni e si allontana con rabbia dalla cricca di Misaki. Yoshio cerca di sopraffare Kinuho portandola via dalla fonte d'acqua in modo che non possa usare la sua abilità Hydro Hand, ma questa sfrutta l'acqua che ha trasportato attraverso un canale sotterraneo per sconfiggerlo. A questo punto Yoshio tenta di usare la zanzara nanomacchina contro Kinuho, ma viene ostacolato dalla capacità di Maaya di manipolare la galleggiabilità. Yoshio scappa e tira fuori il suo robot più potente, ma viene facilmente distrutto da Mikoto, che lo minaccia di non avvicinarsi mai più ai suoi amici. |                   |         |
| 55       | 7  | Auribus oculi fideliores sunt. (Gli occhi sono più affidabili delle orecchie) 「Auribus oculi fideliores sunt. 見ることは聞くことよりも信ずるに値する.」 - Auribus oculi fideliores sunt. (Miru koto wa kiku koto yori mo shinzuru ni ataisuru.) | 28 febbraio 2020  |         |
| 55       | 7  | Con l'aiuto di un'altra ESPer, Kinuho, Maaya e Ruiko apprendono alcune delle circostanze della scomparsa di Misaka #10032 dal gatto. Proprio mentre Mikoto riceve queste informazioni da Ruiko, viene avvicinata da una ragazza di nome Mitori Kōzaku, che ha preso in ostaggio sia Kazari che Misuzu. Quando Kuroko arriva sulla scena per aiutare Mikoto a salvare entrambi gli ostaggi, scoprono che il partner di Mitori è una massa di metallo liquido controllato dalla sua abilità. Dopo aver portato in salvo Kazari e Misuzu, Ruiko spiega a Misaki che qualche elemento che aveva menzionato nei ricordi del gatto si riferiva al sito della leggenda metropolitana che avevo visto nei giorni precedenti. Rendendosi conto che Kazari dovrebbe aver indagato sulla vicenda, Mikoto ricostruisce i dati del sito, rivelando delle preziose informazioni riguardanti Misaki. |                   |         |
| 56       | 8  | Railgun x Mental Out 「(超電磁砲 x 心理掌握」 - Rērugan x Mentaru Auto | 20 marzo 2020     |         |
| 56       | 8  | Mikoto rintraccia Misaki, che rivela di aver nascosto Misaka #10032 per tenerla al sicuro dal gruppo che insegue le Sisters per accedere al Misaka Network. Rivela inoltre che l'uomo che si cela dietro tutto ciò è Gensei Kihara, che fu anche il sostenitore del Progetto Shift del Livello 6 nonché il peggior nemico di Misaki. Mentre le due si dirigono verso un edificio per conferenze dove si trova Gensei, Kuroko, Kazari e Ruiko cercano informazioni su Mitori. |                   |         |
| 57       | 9  | Mitori Kozaku 「警策 看取」 - Kōzaku Mitori | 27 marzo 2020     |         |
| 57       | 9  | Mentre Mikoto e Misaki cercano di infiltrarsi nel quartier generale di Gensei, Kuroko e Kazari si dirigono al centro di controllo della banca per cercare ulteriori informazioni su Mitori. Qui scoprono che è stata dichiarata morta due anni prima. Nel frattempo, Ruiko presta il suo portafortuna a Tōma per una caccia al tesoro, dopodiché entra in una fabbrica abbandonata che un tempo produceva il metallo liquido controllato da Mitori, scoprendo che qualcuno lo usa ancora. Ruiko viene catturata dal clone di metallo liquido di Mitori, ma viene salvata da uno degli affiliati dei MEMBER, Xochitl, che ha scoperto che Mitori stava usando lei e Yoshio per i suoi scopi. Intanto Mikoto e Misaki credono di aver trovato Gensei, ma scoprono che in realtà si trattava di un'esca travestita per distrarle mentre le forze nemiche vengono inviate ad attaccare l'edificio dove è tenuta Misaka #10032. |                   |         |
| 58       | 10 | Clone Dolly 「才人工房」 - Kurōn Dorī | 3 aprile 2020     |         |
| 58       | 10 | Mentre Misaki è costretta a usare un amplificatore di potenza chiamato Exterior per spingere le sue abilità al limite e superare un ingorgo stradale, ricorda del tempo passato in una struttura di addestramento. Qui, gli scienziati le avevano chiesto di usare i suoi poteri per fare in modo che un clone di nome Dolly la riconoscesse come la sua amica Mi. Dopo l'improvvisa morte di Dolly, Misaki scoprì che gli scienziati stavano pianificando di utilizzare il Progetto Exterior per consentire a chiunque di usare Mental Out, portandola a fare il lavaggio del cervello a tutto il personale per tenerlo sotto controllo. Quando Mikoto e Misaki arrivano alla struttura, dove viene rivelato che l'Exterior è formato da un pezzo del cervello di Misaki, Gensei riesce a sintonizzare le sue onde con l'Exterior per annullare la protezione su Misaka #10032 e impiantare un virus nel Misaka Network. A questo punto inizia il vero esperimento di Gensei, il quale usa l'energia formata dal virus per tentare con la forza di trasformare Mikoto in un ESPer di Livello 6. |                   |         |
| 59       | 11 | Unirsi alla battaglia 「参戦」 - Sansen | 10 aprile 2020    |         |
| 59       | 11 | Tōma, dopo essersi fatto spiegare la situazione da Xochitl, riceve istruzioni da Misaki su come trattare con Mikoto, che viene manipolata dai poteri di Mitori con l'intento di farle attaccare l'edificio del consiglio di amministrazione. Dopo che Kuroko è arrivata sul luogo e ha portato Misaka #10032 in salvo, le viene assegnato il compito di trovare e fermare Mitori che sta utilizzando i suoi poteri per controllare Mikoto, ma la ragazza è costretta ad affrontare il burattino di metallo di Mitori prima di arrivare all'originale. Successivamente Gunha entra in scena per aiutare Tōma a fermare Mikoto, mentre Misaki va ad affrontare Gensei in persona. |                   |         |
| 60       | 12 | Exterior 「外装代脳」 - Ekusuteria | 17 aprile 2020    |         |
| 60       | 12 | Resasi conto che Gensei sta cercando di ottenere il codice di sblocco del limitatore di Exterior da lei per controllare ulteriormente Mikoto, Misaki tenta di intrappolarlo all'interno dell'edificio solo per scoprire che il suo avversario possiede Multiskill, la quale gli permette di usare più abilità. Nel frattempo, Kuroko inizia ad avvicinarsi a Mitori, ma si trova ad avere a che fare ancora una volta con il suo burattino, che non le dà tregua. Intanto Misaki prepara una trappola multifase per cercare di fermare Gensei, ma questi riesce a stare sempre un passo avanti a lei, arrivando infine a superare le difese mentali di Misaki e ottenere così il codice. |                   |         |
| 61       | 13 | SYSTEM Coloro che raggiungono il Volere del Cielo pur non essendo dei 「SYSTEM 神ならぬ身で天上の意思にたどり着くもの」 - SYSTEM kaminaranumi de tenjō no ishi ni tadoritsuku mono | 1º maggio 2020    |         |
| 61       | 13 | Dopo che Kazari ha scoperto che Mitori ha dirottato una telecamera drone dell'Anti-Skill per aiutare a controllare il suo clone di metallo liquido, prende il controllo della telecamera per fingere la morte di Kuroko, permettendo alla vera Kuroko di trovare Mitori nascosta nelle fogne e arrestarla. Nel frattempo, Gensei scopre troppo tardi che il codice di input che ha ricevuto da Misaki era in realtà il codice di autodistruzione di Exterior, che Misaki lo aveva indotto a usare riscrivendo la propria memoria. Con l'Exterior distrutto, Mikoto riprende i sensi ma non è ancora in grado di impedire che il suo potere vada fuori controllo. |                   |         |
| 62       | 14 | Dragon Strike 「竜王の顎」 - Doragon Sutoraiku | 15 maggio 2020    |         |
| 62       | 14 | Collaborando con Gunha, Tōma usa il potere che si cela nel suo Imagine Breaker, fermando finalmente la furia di Mikoto e riportandola alla normalità. Successivamente, Mikoto va a trovare Mitsuko, la quale diventa estremamente felice nello scoprire che le sue amiche Kinuho e Maaya erano venute in suo soccorso quando stava affrontando Yoshio. Dopo aver ripristinato i ricordi di Kuroko e delle altre facendo passare l'incidente degli ultimi giorni come un attacco terrorista, Misaki raggiunge Mitori nelle fogne. Mentre il Grande Festival delle Stelle Conquistatrici si sta per concludere senza ulteriori incidente, Ruiko fa in modo che Mikoto balli con Tōma. |                   |         |
| 63       | 15 | Promessa 「やくそく」 - Yakusoku | 22 maggio 2020    |         |
| 63       | 15 | Mitori ricorda del tempo trascorso quando era bambina in una struttura dedicata allo sviluppo delle abilità degli ESPer e di aver fatto amicizia con Dolly prima che questa incontrasse Misaki. Dopo aver scoperto che Dolly era un clone che veniva nutrito con dei farmaci sperimentali, Mitori fu catturata e confinata per diversi mesi in una stanza, dove finì per covare un odio sempre più profondo verso il consiglio di amministrazione. Tornando al presente, Misaki porta Mitori a conoscere la "sorellina" di Dolly che ha ereditato i suoi ricordi, creando come risultato una toccante riunione tra le tre che scoppiano in lacrime di gioia. |                   |         |
| 64       | 16 | Dream Ranker 「天賦夢路」 - Dorīmu Rankā | 24 luglio 2020    |         |
| 64       | 16 | Junko Hokaze, un membro della cricca di Misaki, dà a Mikoto una carta Indian Poker che presumibilmente permette alle persone di vivere i sogni degli altri. Provando la carta per sé stessa, Mikoto sperimenta il sogno di Junko, che si rivela meno piacevole di quanto si aspettasse inizialmente. Il giorno dopo, Junko cerca di organizzare un festa del tè per aiutare Mikoto e Misaki ad andare d'accordo, ma si arrabbiano dopo aver sentito un certo ragazzo dai capelli blu distribuire carte basate sulle sue dubbie fantasie su di loro. Nel frattempo, Kuroko e Kazari esaminano un'app che presumibilmente mostra la posizione degli incidenti prima che essi accadano. Esaminando la posizione di uno di questi futuri incidenti, Kuroko salva una ragazza da un incidente stradale sulla strada che stava sorvegliando. Kuroko incontra quindi un ragazzo ESPer di nome Shaei Miyama, il quale ha il potere della precognizione e afferma di aver creato l'app in modo da poter trovare un ESPer in grado di prevenire questi incidenti.                                          |                   |         |
| 65       | 17 | Precognizione 「予知」 - Yochi | 31 luglio 2020    |         |
| 65       | 17 | Kuroko decide di fidarsi di Shaei e così riesce a usare il suo teletrasporto per prevenire altri incidenti previsti dalle precognizioni del bambino. Mentre il Judgment prende delle contromisure per evitare molteplici potenziali incidenti che dovrebbero accadere l'uno presso all'altro in un parco, Shaei crolla a terra a causa dell'abuso delle sue capacità. All'ora prevista, gli alberi di ciliegio hanno improvvisamente preso fuoco, e secondo Kuroko ciò era dovuto a una sostanza chimica che era stata iniettata nelle piante per farle fiorire tutto l'anno. Mentre Kuroko mette al sicuro i civili, Shaei chiede disperatamente alla ragazza di salvare un cane randagio di nome Perro, cosa che poi riesce a fare. Dopo aver appreso che coloro che hanno creato la sostanza chimica l'avevano imparata da un sogno di una carta da Indian Poker, Kuroko incoraggia Shaei ad avvicinarsi di nuovo a lei una volta che avrà un migliore controllo delle sue abilità. |                   |         |
| 66       | 18 | Bust Upper 「巨乳御手」 - Basuto Appā | 7 agosto 2020     |         |
| 66       | 18 | Incontrando un commerciante di Indian Poker per strada, Saiai Kinuhata, uno dei membri dell'ITEM con un complesso sul suo corpo, litiga con Mikoto per una carta relativa a un progetto chiamato "Bust Upper". Dopo che la loro lotta fa confondere tutte le carte, Mikoto e Saiai, rendendosi conto di avere lo stesso obiettivo, le acquistano tutte e le provano una ad una alla ricerca del Bust Upper. Nonostante abbiano provato tutte le carte, inclusa una che regala a Mikoto un sogno piuttosto inquietante, la coppia non riesce a trovare quella che stanno cercando, poiché viene rubata da un corvo durante il loro sonno e cade nelle mani di un'altra ragazza. |                   |         |
| 67       | 19 | Strana coincidenza 「奇縁」 - Kien | 14 agosto 2020    |         |
| 67       | 19 | Dopo che Ruiko finisce per acquistare le ultime lattine di sgombro in un negozio, Frenda Seivelun cerca di farsele dare ad ogni costo e finisce per cenare con lei, portando le due a diventare amiche. Qualche tempo dopo, mentre Ruiko compra un'altra carta Indian Poker, un gruppo chiamato SCHOOL è alla ricerca di una carta riguardante un progetto chiamato Tweezers e organizza il suo rapimento, spingendo Frenda ad andare a salvarla. Dopo che il tentativo di rapimento è stato sventato, SCHOOL chiama il cecchino Rakko Yumiya per dare la caccia a Ruiko e Frenda. |                   |         |
| 68       | 20 | Ha det bra 「Ha det bra」 | 21 agosto 2020    |         |
| 68       | 20 | Nonostante abbia sparato più colpi a Frenda mentre le insegue in un centro commerciale, Yumiya cade nella trappola di Frenda e Ruiko, esponendosi come loro inseguitrice. Mentre Ruiko scappa con le altre persone, Frenda affronta Yumiya in un duello uno contro uno, vincendo contro di lei usando le proprie bombe. Mentre SCHOOL, guidata da Teitoku, pianifica la prossima mossa per quanto riguarda Tweezers, Ruiko non riesce più ad avere notizie di Frenda. |                   |         |
| 69       | 21 | Doppelgänger 「ドッペルゲンガー」 - Dopperugengā | 28 agosto 2020    |         |
| 69       | 21 | Misaki cerca Ryōko Kuriba, che ha presumibilmente ideato le Indian Poker. Viene a sapere che Ryōko faceva parte di un esperimento dove venne utilizzata la tecnologia cyborg per trasformarla in due persone prima di riunirsi nuovamente per determinare se fosse possibile creare un'anima. Mentre Mikoto viene inviata da Misaki per indagare sui risultati degli esperimenti, il cyborg Doppelgänger di Ryōko scopre di non essere umano, sperimenta una crisi di identità ed evade dalla struttura di ricerca. Mikoto e Misaki si confrontano quindi con la Ryōko originale sulla minaccia rappresentata da Doppelgänger, mentre un gruppo noto come Scavenger viene inviato a dare la caccia a Doppelgänger. |                   |         |
| 70       | 22 | Scavenger 「屍喰部隊」 - Sukabenjā | 4 settembre 2020  |         |
| 70       | 22 | Ryōko afferma che distruggere il corpo di Doppelgänger potrebbe causare una calamità di enormi proporzioni sulla Città Accademia, spiegando che aveva creato l'Indian Poker per cercare una soluzione. Più tardi, Ryōko si confronta con Doppelgänger, prima che le Scavenger si presentino per cercare di rapirla. Mentre gli altri membri lottano di nuovo con il potere di Doppelgänger, Ryōko viene inseguita da Tarōmaru Seike ma viene salvata da Mikoto dopo aver appreso che Ryōko ha creato Doppelgänger come mezzo per salvare sua madre. Dopo aver ricevuto gravi danni al suo corpo, Doppelgänger inizia ad assorbire altre forme di materia per ripararsi e diventare più potente, a quel punto Mikoto, dopo aver appena sconfitto Tarōmaru, si confronta con gli altri membri delle Scavenger. |                   |         |
| 71       | 23 | Possessione 「憑依」 - Hyōi | 11 settembre 2020 |         |
| 71       | 23 | Volendo evitare uno scontro, la leader delle Scavenger, Rita Īzumi, riesce in qualche modo a convincere Mikoto di essere un membro di Judgment inviato per recuperare Doppelgänger. Mentre Mikoto insegue Doppelganger, che sta prendendo di mira un dirigibile contenente delle informazioni segrete, Rita la guida verso la struttura in cui le Scavenger avrebbero dovuto consegnare Doppelgänger in modo che possano concludere il loro lavoro e fuggire. Affrontando Mikoto, Doppelgänger continua ad assorbire più materiali possibili per far assumere al proprio corpo delle dimensioni enormi. |                   |         |
| 72       | 24 | Diffusione 「拡散」 - Kakusan | 18 settembre 2020 |         |
| 72       | 24 | Mikoto sfrutta la sua capacità di creare un gigante dalla sabbia ferrosa, usando le sue proprietà per sparare un potente colpo di elettricità che può tagliare il corpo di Doppelgänger. Tuttavia quest'ultima costringe Mikoto ad abbattere i serbatoi di carburante per proteggere i civili, esponendo anche il dirigibile. Mentre Ryōko cerca di far ragionare Doppelgänger per farle trovare un modo per eliminare la propria anima, tenta di suicidarsi ma viene salvata dalle Scavengers. Dopo aver scoperto da Misaki e Rita che l'abilità di Doppelgänger è in realtà una forma di muscolo artificiale, che Doppelgänger intende usare per innescare un'esplosione in tutta la città, Mikoto la affronta a bordo del dirigibile con l'assistenza di Rita. |                   |         |
| 73       | 25 | Le amiche più care 「私の, 大切な友達」 - Watashi no, taisetsu na tomodachi | 25 settembre 2020 |         |
| 73       | 25 | Sapendo che l'obiettivo di Doppelgänger era quello di porre fine alla sua vita e distruggere i dati che potrebbero ricostruirla, Mikoto rispetta i suoi desideri e fa saltare in aria il dirigibile. Prima che Mikoto possa finire Doppelgänger, uno degli scienziati tenta di prendere in ostaggio Ryōko per fermarla, sparandole accidentalmente. Nei suoi ultimi istanti di vita, Doppelgänger chiede a Mikoto di usare ciò che resta del suo corpo da cyborg per salvare Ryōko. Successivamente, le Scavengers salgono di grado come compenso per non essere state pagate per la loro missione mentre Mitsuko viene formalmente presentata a Misaka #10032. Nel frattempo, Doppelgänger appare in un sogno di Ryōko, suggerendo che ora vive all'interno del suo corpo. |                   |         |

## Cortometraggi extra

### MMR: Motto marutto Railgun
In alcuni DVD sono presenti degli speciali dal titolo MMR: Motto marutto Railgun. Sono delle parodie in cui sono rappresentate delle situazioni non presenti nella serie principale.
| Nº | Titolo italiano (traduzione letterale) Giapponese 「Kanji」 - Rōmaji | Pubblicazione    | Pubblicazione |
| Nº | Titolo italiano (traduzione letterale) Giapponese 「Kanji」 - Rōmaji | Giapponese       |               |
| 1  | MMR: Molto più Railgun 「MMR: もっとまるっと超電磁砲」 - MMR: Motto marutto Rērugan | 7 febbraio 2010  |               |
| 1  | Si tratta di una serie di outtake e sketch bizzarri vissuti dai personaggi dell'anime. Mikoto e le sue amiche discutono delle voci su Internet secondo cui il supervisore del dormitorio una volta faceva parte di un commando. La classe di Ruiko discute del gatto di Schrödinger dove il gatto in questione diventava una tigre palmare. Yomikawa, Komoe e Tsuzuri mangiano un nabe mentre Yomikawa parla di persone e cose che iniziano con "Jan" come Jean-Claude Van Damme e Jean Valjean. Nel frattempo, le ragazze parlano delle turbine eoliche della Città Accademia mentre Mikoto fa un pubblicità sul risparmio di elettricità.                                          |                  |               |
| 2  | MMR II: Molto più Railgun II 「MMR II: もっとまるっと超電磁砲II」 - MMR II: Motto marutto Rērugan II | 28 maggio 2010   |               |
| 2  | Come per il precedente caso, vengono mostrati altri outtake e sketch vissuti dai personaggi. Kuroko dà alcune lezioni particolari alla sua classe. Ruiko e Kuroko si fa venire l'emicrania da gelato per aver mangiato i loro dolci troppo velocemente. Harumi cerca di spiegare cos'è l'AIM Burst, ma viene interrotta da Mikoto e Kazari. Successivamente si vede Mitsuko mentre sta pescando mentre Kazari narra le sue vicende. Le ragazze poi decidono di bere il latte mentre guardano il tramonto. Alla fine Mikoto dice ai suoi amici che le loro vite sono osservate da un pubblico sconosciuto (riferendosi agli spettatori della serie).                                  |                  |               |
| 3  | MMR III: Molto più Railgun III 「MMR III: もっとまるっと超電磁砲III」 - MMR III: Motto marutto Rērugan III | 24 luglio 2013   |               |
| 3  | Ruiko usa il suo naso per annusare se il pranzo di Mikoto fosse andato a male. Shinobu insegna a Mikoto alcune parole inglesi e la punisce quando le sbaglia. Misaka 9982 canta scherzosamente un Kōan su Mikoto. Shinobu fornisce a un clone di Misaka una vasta conoscenza videoludica, rendendola una giocatrice incallita di videogiochi. Accelerator e Misaka 9982 discutono delle loro carriere di doppiatore dall'inizio nel 2006. In conclusione, Mikoto e le altre non si accorgono che Kazari è con loro al solito bar, perché la loro amica non indossava la sua fascia floreale.                                                                                         |                  |               |
| 4  | MMR IV: Molto più Railgun IV 「MMR IV: もっとまるっと超電磁砲IV」 - MMR IV: Motto marutto Rērugan IV | 27 novembre 2013 |               |
| 4  | Mikoto sospetta che la Città Accademia possa essere attaccata dai kaijū di un certo film e pensano a come prepararsi all'evenienza. Le ragazze poi si chiedono se il sangue di tartaruga abbia davvero effetti afrodisiaci e Misaka 10032-tan sostituisce il ruolo di Index-tan sulla testa di Tōma. |                  |               |
| 5  | MMR V: Molto più Railgun V 「MMR V: もっとまるっと超電磁砲V」 - MMR V: Motto marutto Rērugan V | 30 aprile 2020   |               |
| 5  | Mikoto spiega a Misaka #10032 quante cose può fare nella vita, Mitsuko Kongō si diverte a far volare via tutto ciò che trova e Mikoto cerca Misaka #10032 in un locale in cui si serve ramen. Mikoto e le sue amiche parlano dei cani robotici, Mitsuko salva un gatto e Yoshio si deprime dopo aver parlato al telefono con Mitori Kōzaku. Una ragazza usa la psicometria per scavare nei ricordi di un gatto e le ragazze fanno ironia sulla frase "auribus oculi fideliores sunt (gli occhi sono più affidabili delle orecchie), poi Misaki Shokuhō trova Misaka #10032 stesa a terra perché ha mangiato troppo.                                                                  |                  |               |
| 6  | MMR VI: Molto più Railgun VI 「MMR VI: もっとまるっと超電磁砲VI」 - MMR VI: Motto marutto Rērugan VI | 9 ottobre 2020   |               |
| 6  | La piccola Mitori Kōzaku scopre che uno dei dottori è un cyborg e una volta cresciuta vuole distruggere tutto per vendicarsi, Uiharu ha a che fare con il suo lato ribelle e Shaei Miyama utilizza il suo potere per mostrare delle foto sconce di alcune ragazze. Ruiko compra un'altra carta Indian Poker contenente un talento inutile, Mikoto trova finalmente il Bust Upper e poi parla un po' con Misaka #10032 in ospedale. Mikoto, Kuroko e le altre si ritrovano nel solito locale per parlare dei cyborg poi Ruiko e Frenda trattano di alcune ricette culinarie dai rispettivi punti di vista. Alla fine il gruppo di amiche chiacchiera ancora nella solita caffetteria. |                  |               |

## Pubblicazione

### Giappone
La prima stagione è stata pubblicata in DVD e Blu-ray dal 29 gennaio al 27 agosto 2010.
| Volume | Episodi | Data di pubblicazione |
| ------ | ------- | --------------------- |
| 1      | 1-3     | 29 gennaio 2010       |
| 2      | 4-6     | 26 febbraio 2010      |
| 3      | 7-9     | 26 marzo 2010         |
| 4      | 10-12   | 28 aprile 2010        |
| 5      | 13-15   | 28 maggio 2010        |
| 6      | 16-18   | 25 giugno 2010        |
| 7      | 19-21   | 30 luglio 2010        |
| 8      | 22-24   | 27 agosto 2010        |
| 9      | OAV     | 29 ottobre 2010       |

La seconda stagione è stata pubblicata in DVD e Blu-ray dal 24 luglio 2013 al 26 febbraio 2014.
| Volume | Episodi | Data di pubblicazione |
| ------ | ------- | --------------------- |
| 1      | 1-3     | 24 luglio 2013        |
| 2      | 4-6     | 28 agosto 2013        |
| 3      | 7-9     | 25 settembre 2013     |
| 3      | 10-12   | 23 ottobre 2013       |
| 5      | 13-15   | 27 novembre 2013      |
| 6      | 16-18   | 25 dicembre 2013      |
| 7      | 19-21   | 29 gennaio 2014       |
| 8      | 22-24   | 26 febbraio 2014      |

La terza stagione è stata pubblicata in DVD e Blu-ray dal 30 aprile al 25 dicembre 2020.
| Volume | Episodi | Data di pubblicazione |
| ------ | ------- | --------------------- |
| 1      | 1-3     | 30 aprile 2020        |
| 2      | 4-6     | 29 maggio 2020        |
| 3      | 7-9     | 29 luglio 2020        |
| 4      | 10-12   | 28 agosto 2020        |
| 5      | 13-15   | 9 ottobre 2020        |
| 6      | 16-18   | 28 ottobre 2020       |
| 7      | 19-21   | 27 novembre 2020      |
| 8      | 22-24   | 25 dicembre 2020      |